# 中華汽車 (香港)

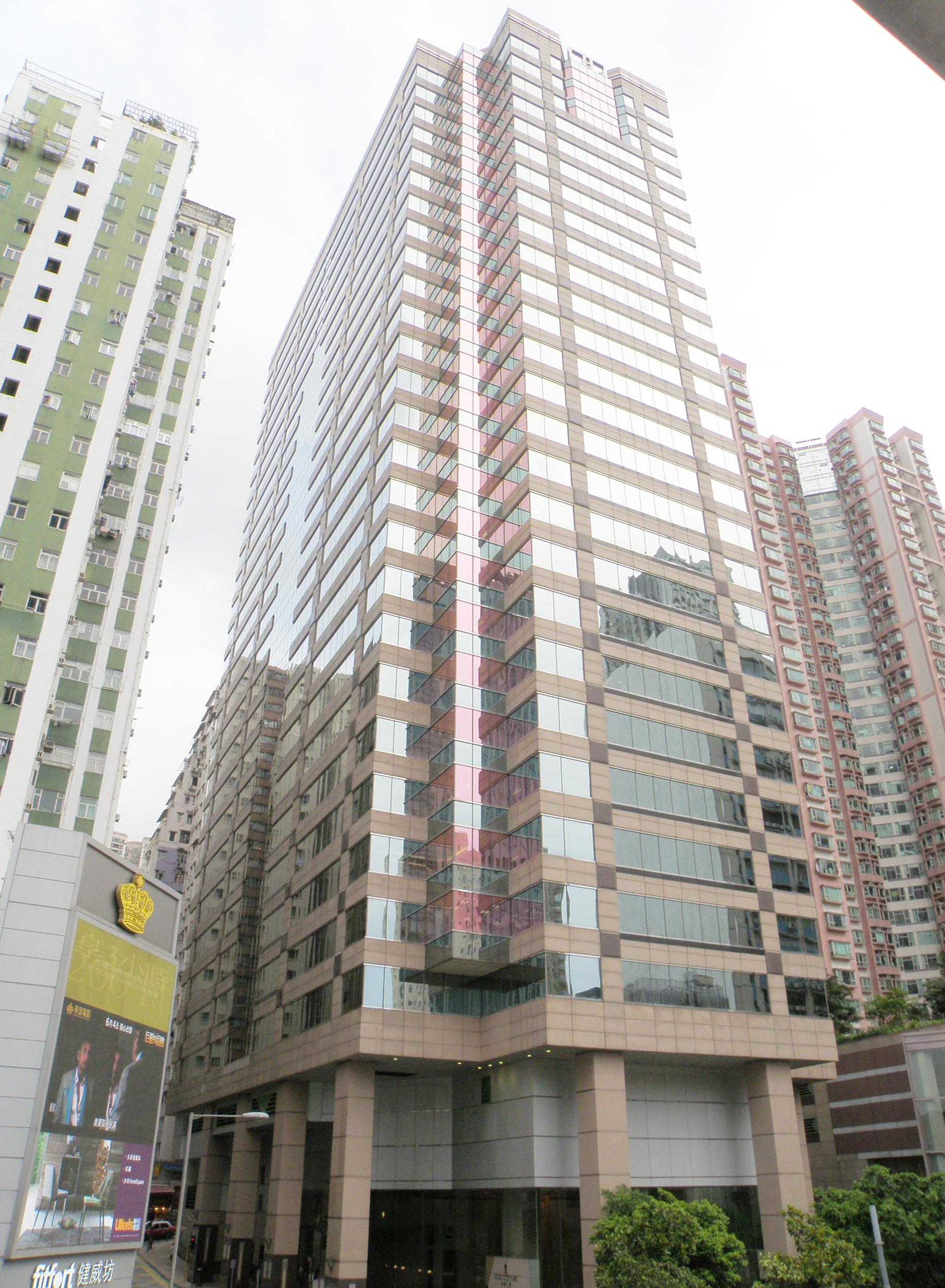
中巴現時總部設於北角港運城港運大廈，此物業的前身為中華巴士北角車廠及總辦事處

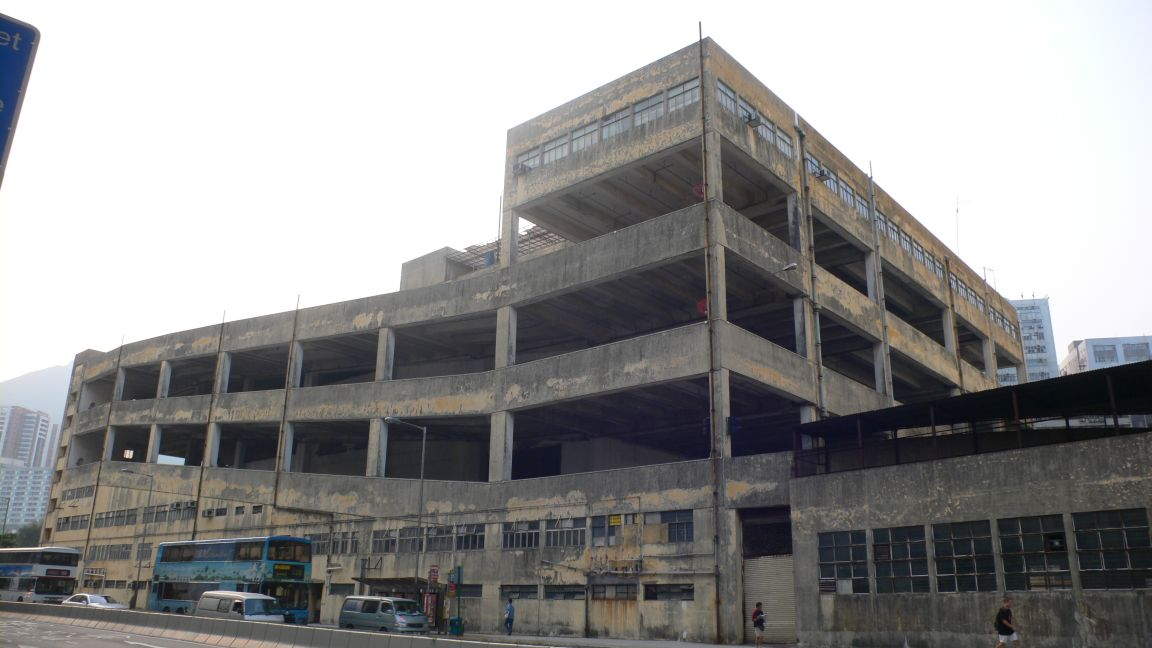
中華巴士於柴灣之車廠（2006年），到2020年清拆

中華汽車有限公司（英語：China Motor Bus Company, Limited，簡稱中華巴士或中巴、縮寫CMB，港交所：26）成立於1923年9月2日，原是香港一間巴士服務營運商，是由黃耀南與妹夫顏成坤創立。現已轉型為地產發展商，由顏成坤三子顏亨利出任董事局主席，翁順來為行政總裁。
中華汽車有限公司曾經是一家專利巴士公司，並長時間提供港島區的巴士服務，可是其巴士服務質素於1985年港島線通車後每況愈下，導致1991年12A線由城巴接辦和1993年失去26條港島南區巴士路線的專營權，但由於其服務並未因此而有所改善，1995年再度被削減14條巴士路線專營權，然而最終於1998年初被香港政府強行收回餘下88條路線的專營權並作出公開招標。其專營權於1998年9月1日凌晨零時結束，旗下88條路線交由新世界第一巴士有限公司（新巴）接手經營，另有12條路線被直接交予城巴營運。同年11月中巴開設非專營巴士服務，惟此服務已於2015年7月1日起結束營運。

## 現時主要業務
現時中華汽車有限公司的主要業務，是在香港及英國經營房地產發展及物業出租，其中在香港的地產項目大多是重建中巴早年購入作巴士廠及宿舍的土地。中巴最新的物業發展項目是位於黃竹坑道的甲級寫字樓，以及柴灣道的商住項目，而對上一個大型項目是位於北角馬寶道、樓高44層的單幢式住宅港濤軒。港濤軒原址為巴士員工宿舍，於1998年騰空後由中巴獨資發展為住宅物業發展項目，並交由太古地產進行項目設計及銷售代理。

### 物業發展

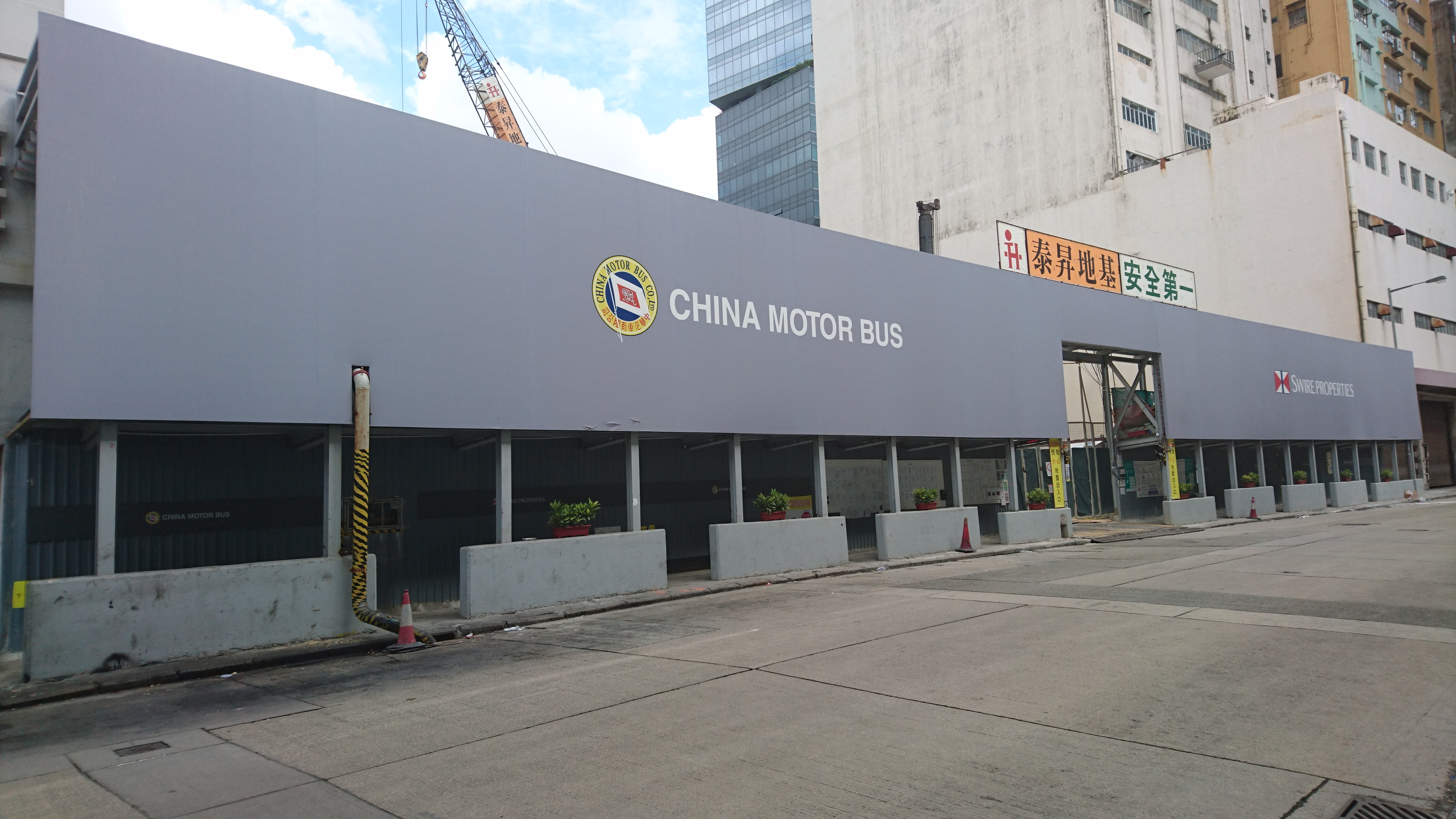
中巴與太古地產於黃竹坑中巴車廠原址的物業發展地盤

中巴在1997年起先後參與多個物業發展項目，包括：
- 北角英皇道港運城：包括港運城住宅屋苑、港運大廈商業項目及成坤廣場商場項目（與太古地產合作發展，地皮前身為中巴北角車廠）
- 旺角洗衣街蕙逸居住宅大廈
- 北角英皇道625號商業大廈（與太古地產合作發展，地皮前身為中巴車廠，已於2019年5月22日出售予基匯資本。）[2]
- 西灣河逸濤灣住宅屋苑（與太古地產及新鴻基地產合作發展）
- 九龍佐敦道3號住宅大廈
- 北角馬寶道港濤軒（與太古地產合作發展，地皮前身為中巴員工宿舍）
- 黃竹坑South Island Place（與太古地產合作發展，地皮前身為中巴車廠）

中巴同時在英國倫敦擁有3幢商業大廈，包括Albany House、Thanet House及Scorpio House。

#### 舊中巴柴灣車廠（海德園）
中巴在柴灣道391號（柴灣內地段第88號）擁有一個可供重型車輛停泊的多層停車場，其前身是巴士車廠，於1976年建成，連地下和天台在內樓高五層，是中巴於當時其中一項重大投資。大樓採用現代主義建築風格，以實用為主，沒有多餘裝飾，於1980年代引入自動洗車機，在當時來說算是先進設備，中巴亦會在此進行新車裝嵌、維修和上廣告等工程，北角車廠拆卸後，中巴辦事處亦遷往這裡。
中巴不再營運專營巴士路線後，該廠專門出租予擁有大型巴士或貨車車隊的公司，例如租給大巴士香港有限公司作車廠。2015年5月29日，中華巴士計劃出售此地（面積約為102,420平方呎）予中巴及太古地產合資擁有的Joyful Sincere Limited，總代價為8.5億港元，以重新發展為綜合發展區及休憩用地。這座車廠已於2019年12月騰空，辦事處遷回位於北角車廠舊址的港運大廈，2020年3月初開始拆卸。2022年11月連同柴灣（東）巴士總站的原有位置一併重建。2024年9月26日，該發展項目命名為「海德園」。

## 歷史

### 專利巴士

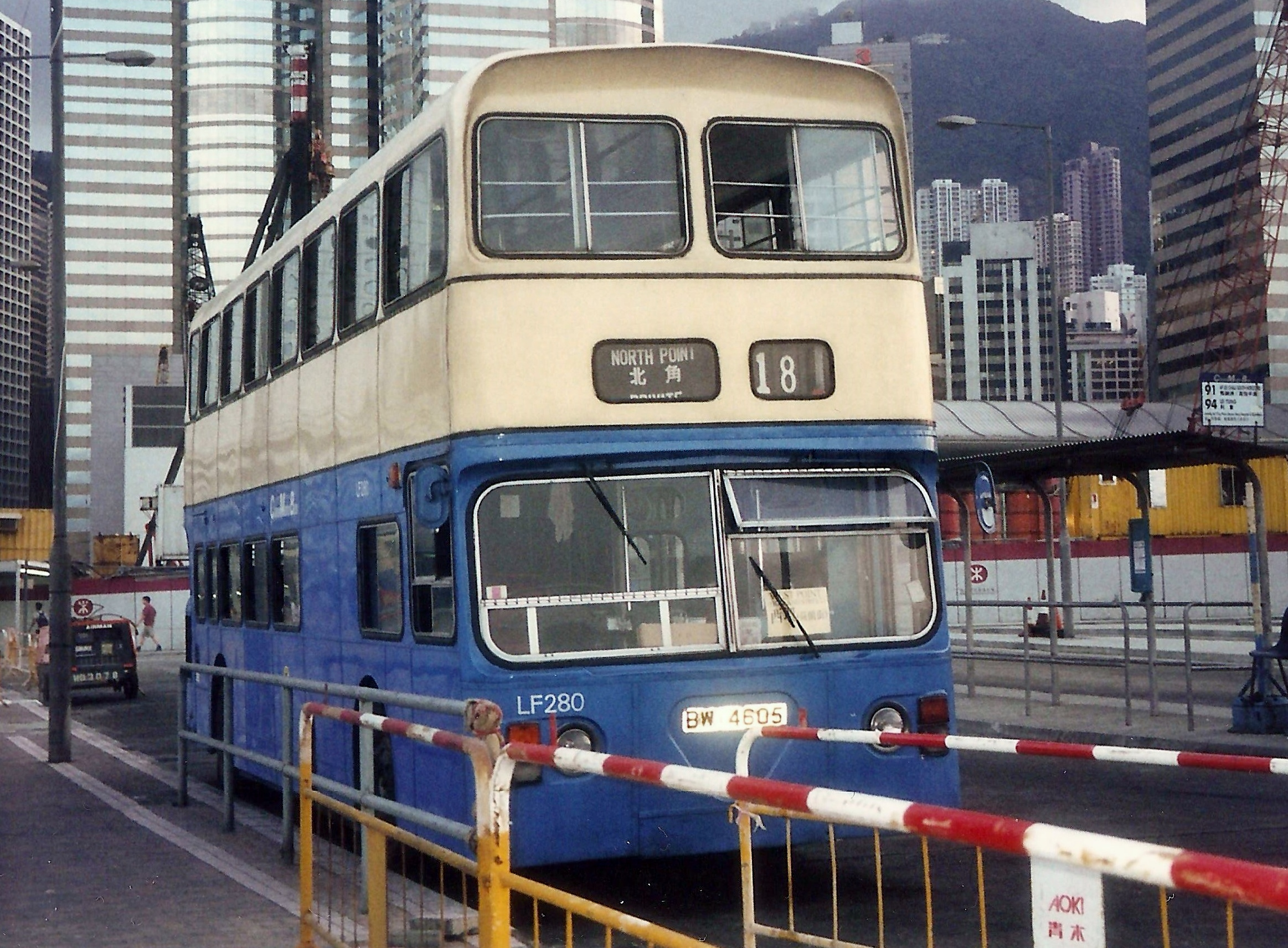
1998年的中巴丹拿珍寶（Daimler Fleetline）

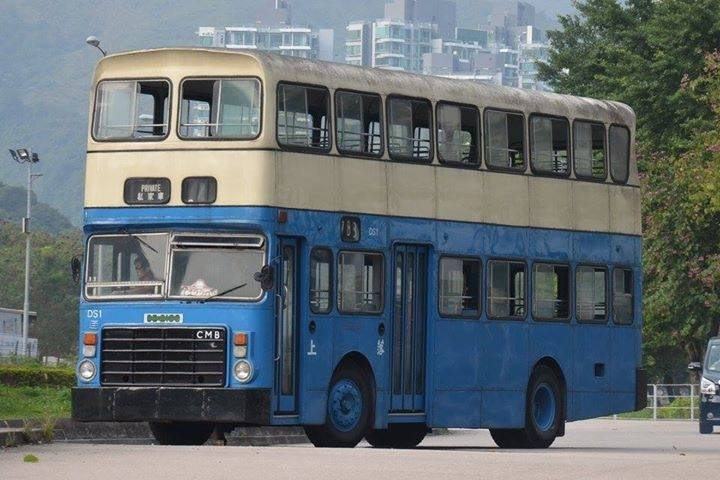
一輛中巴丹尼士喝采型巴士被巴士迷私人保留

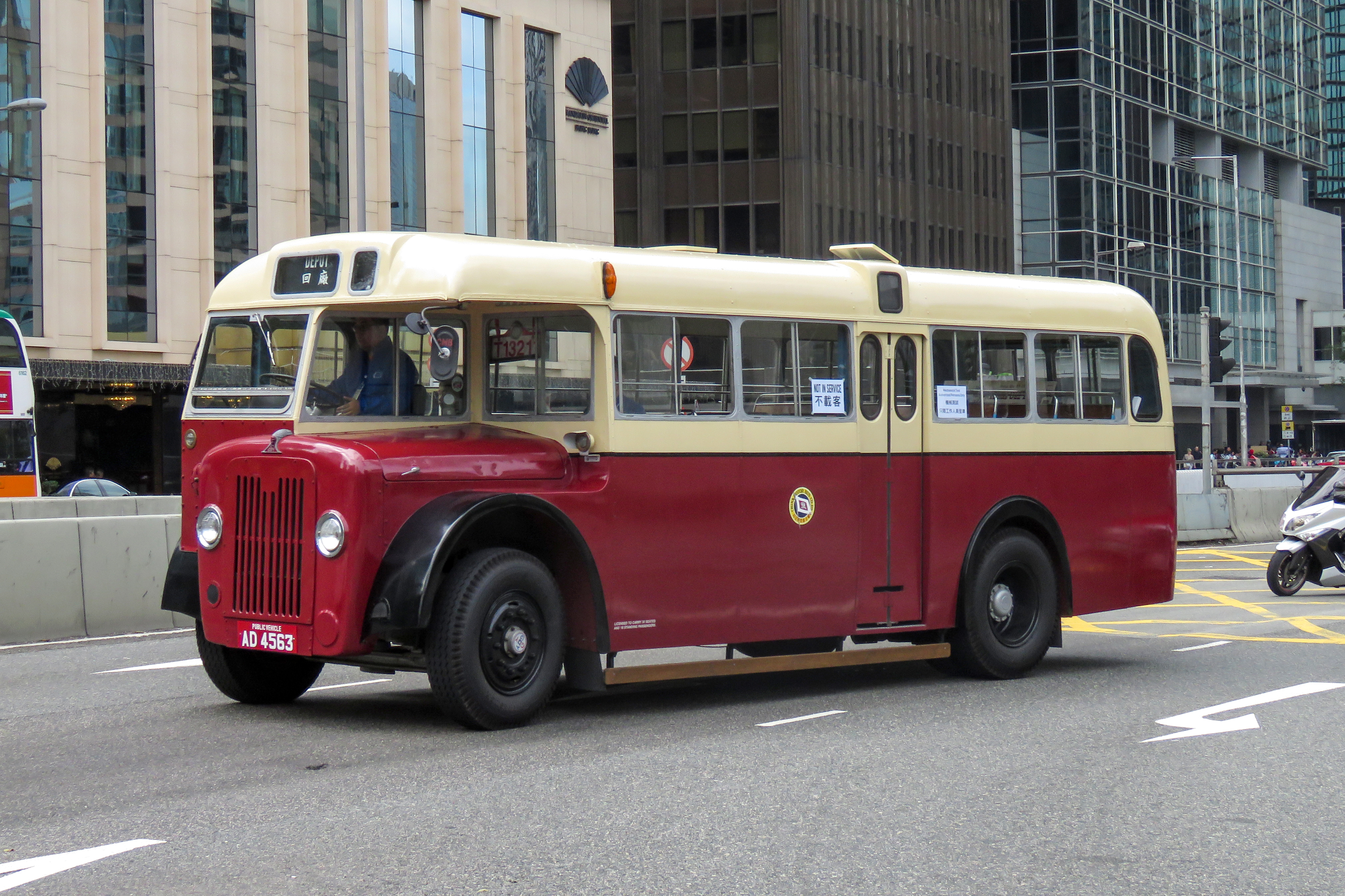
一輛中巴佳牌阿拉伯五型單層巴士被巴士迷私人保留

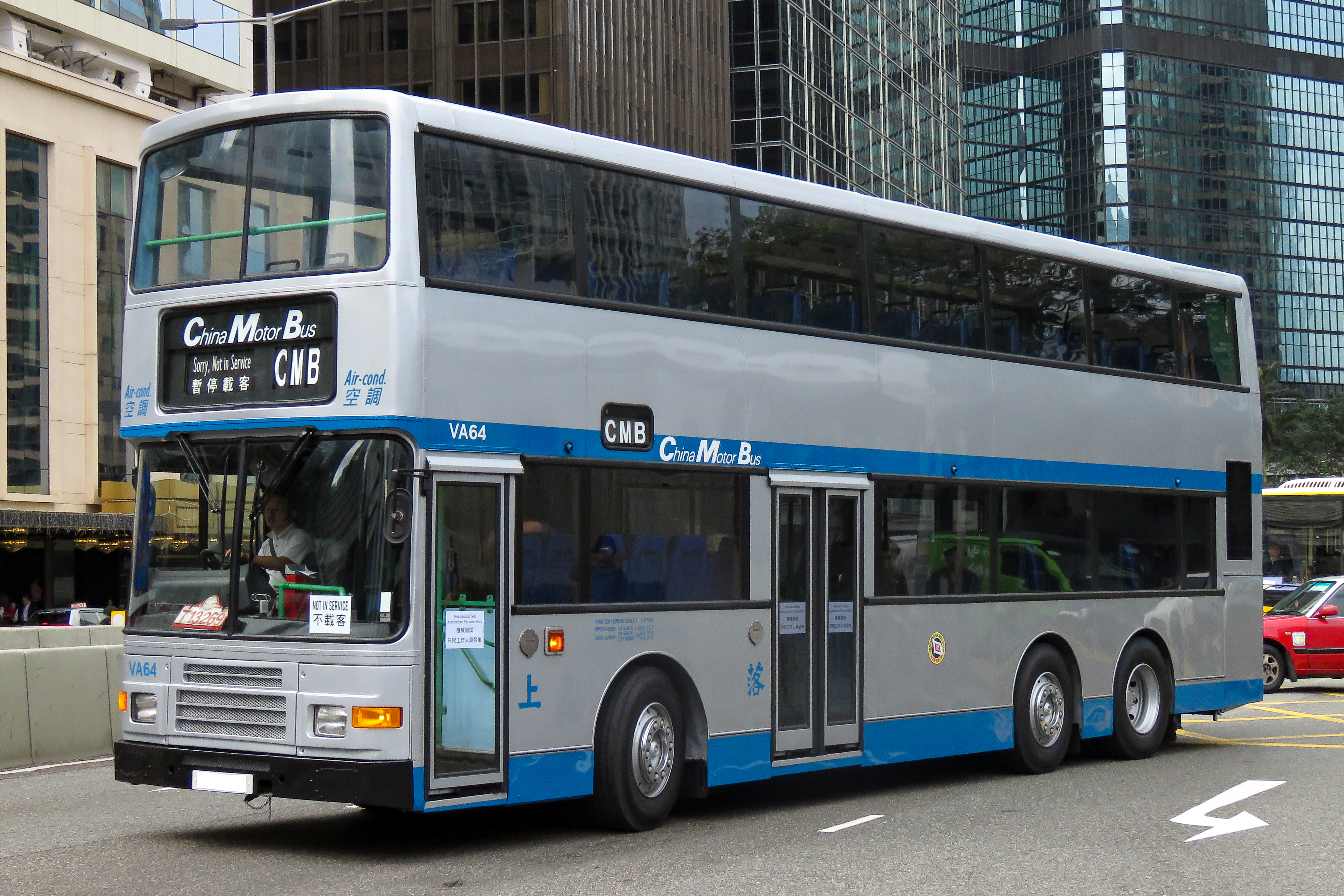
中巴VA64獲得巴士迷私人保留，拍攝於愛丁堡廣場

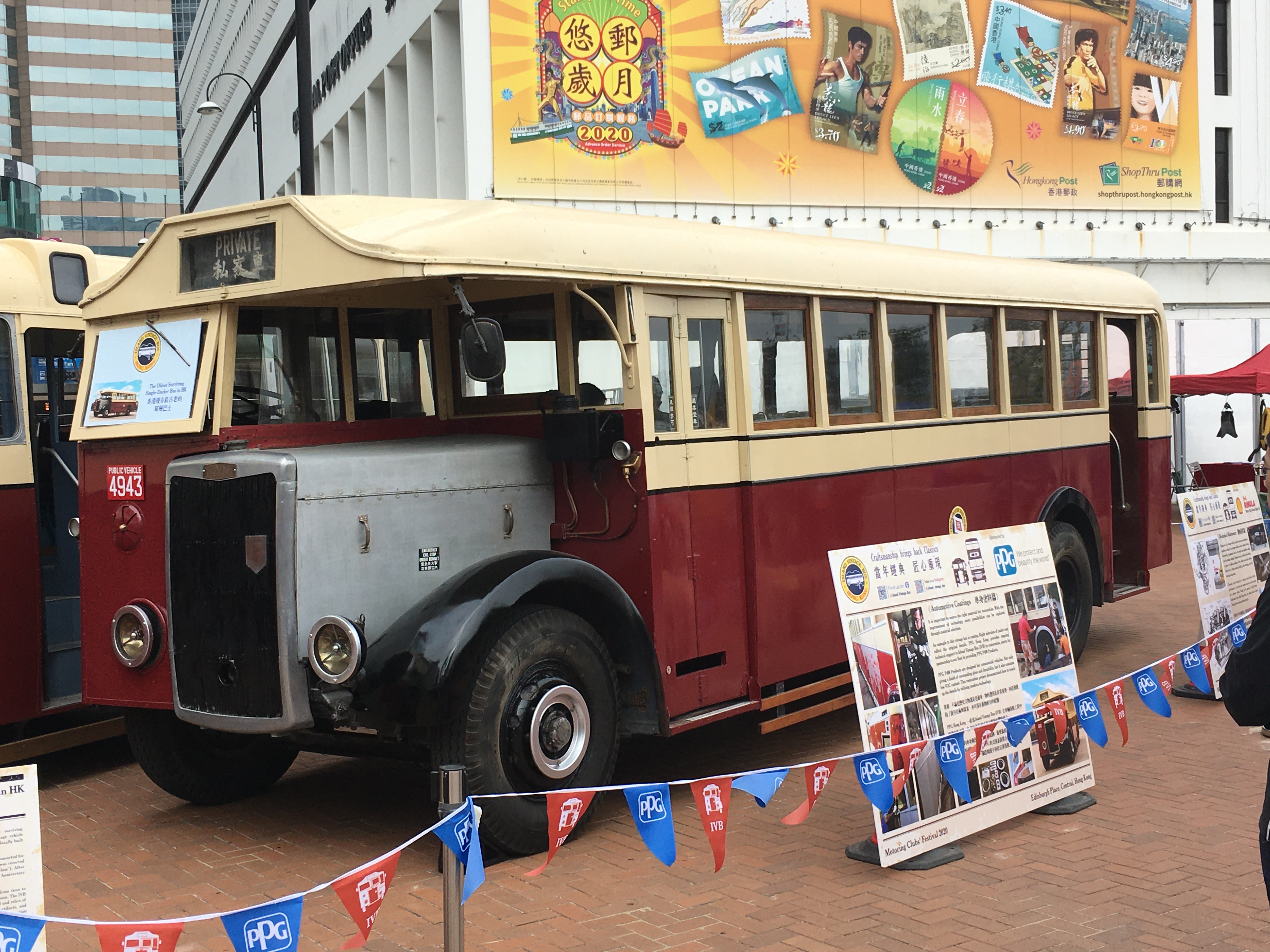
中巴Tilling-Stevens "Express" K Series獲得巴士迷私人保留，拍攝於愛丁堡廣場

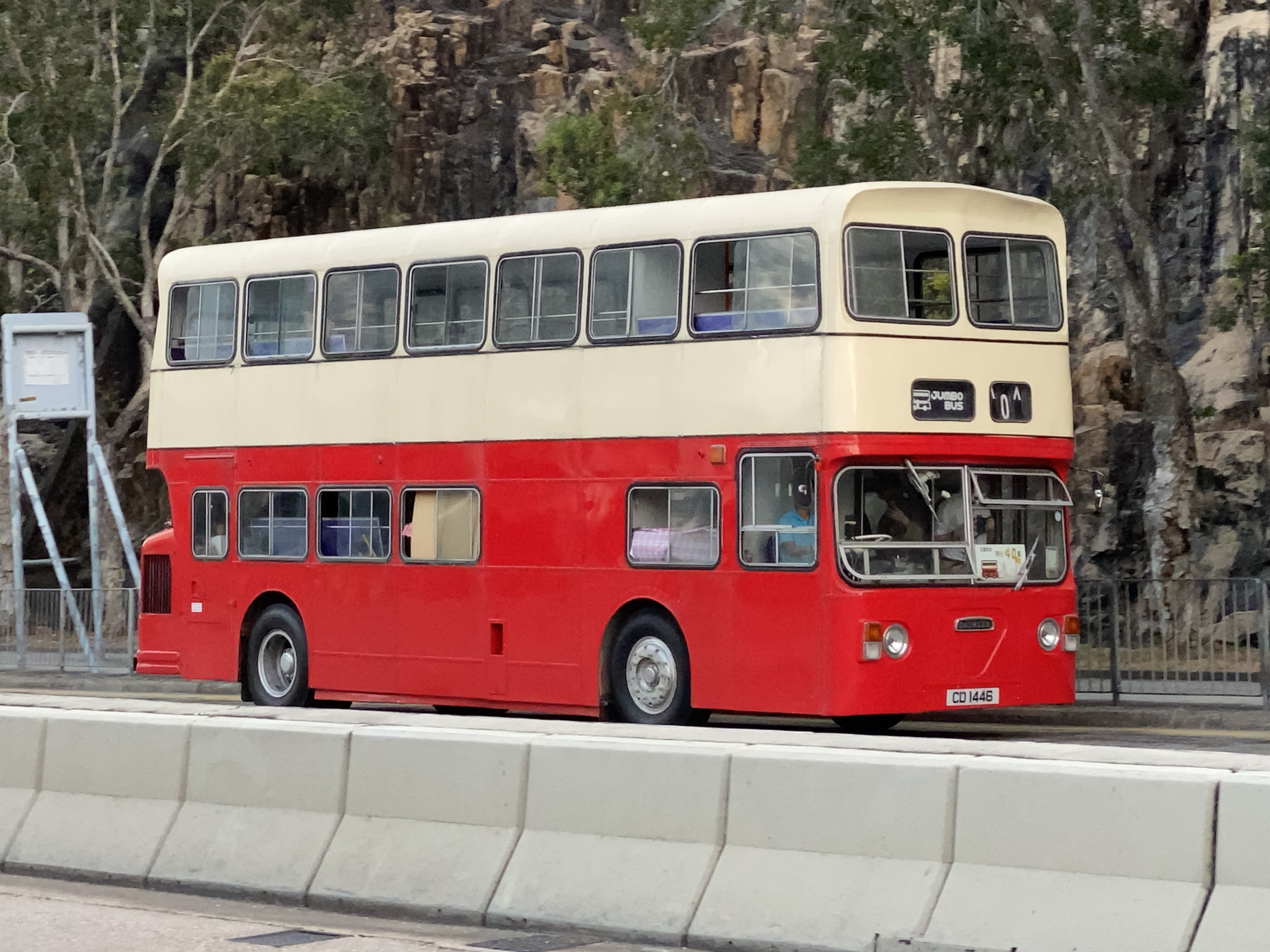
中巴SF15獲得巴士迷私人保留，拍攝於青衣

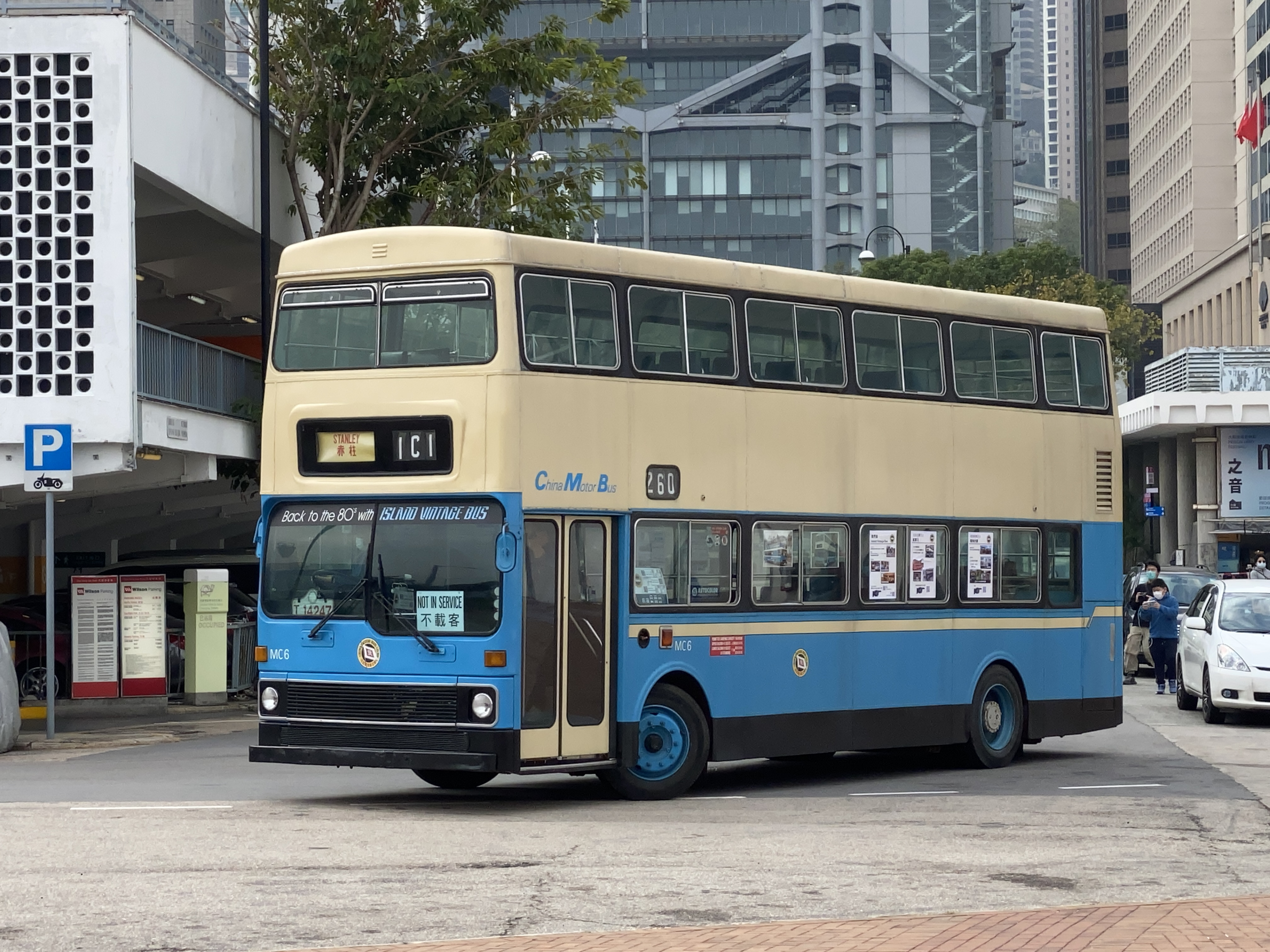
中巴MC6獲得巴士迷私人保留，拍攝於愛丁堡廣場

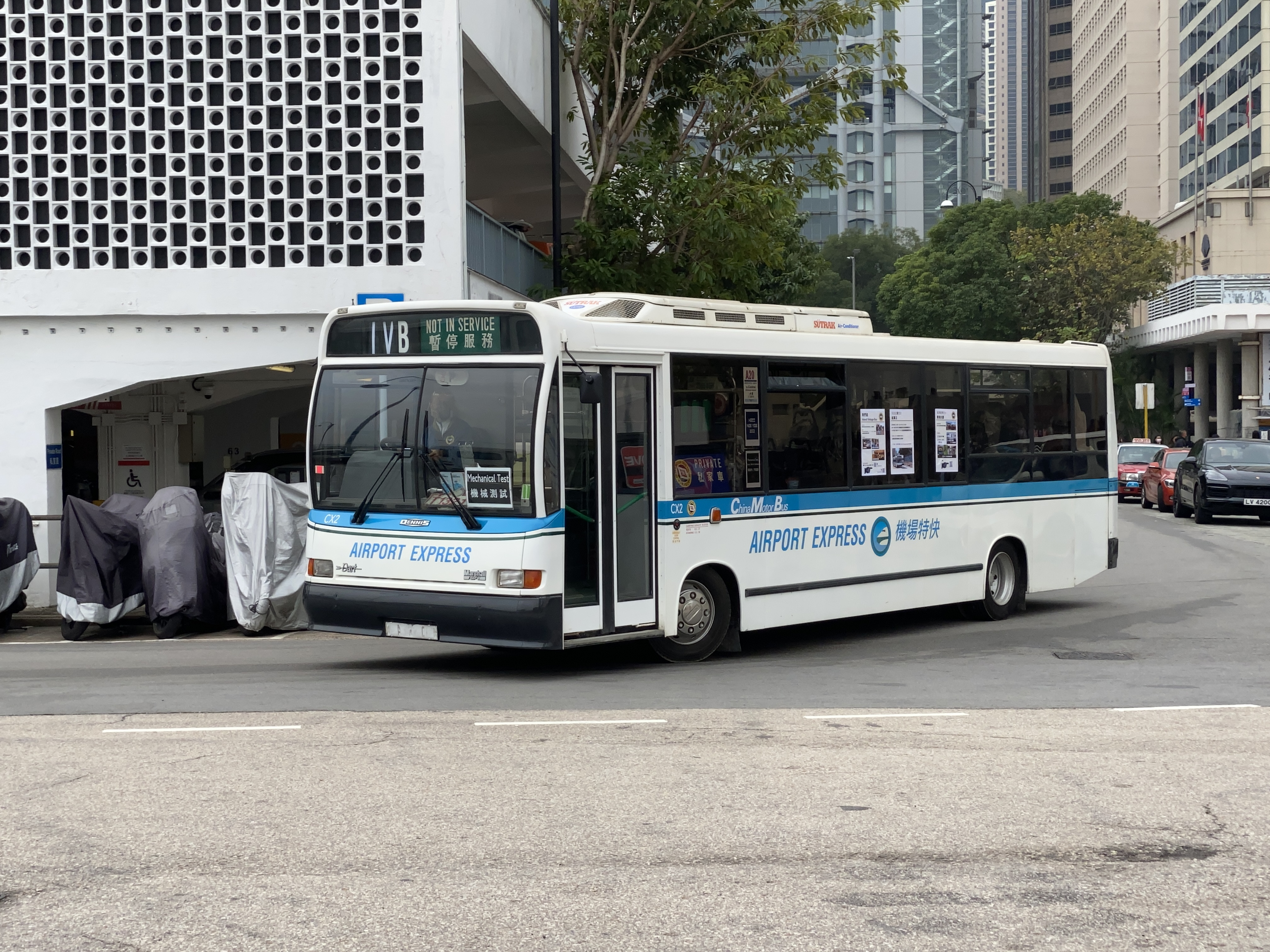
中巴CX2獲得巴士迷私人保留，拍攝於愛丁堡廣場

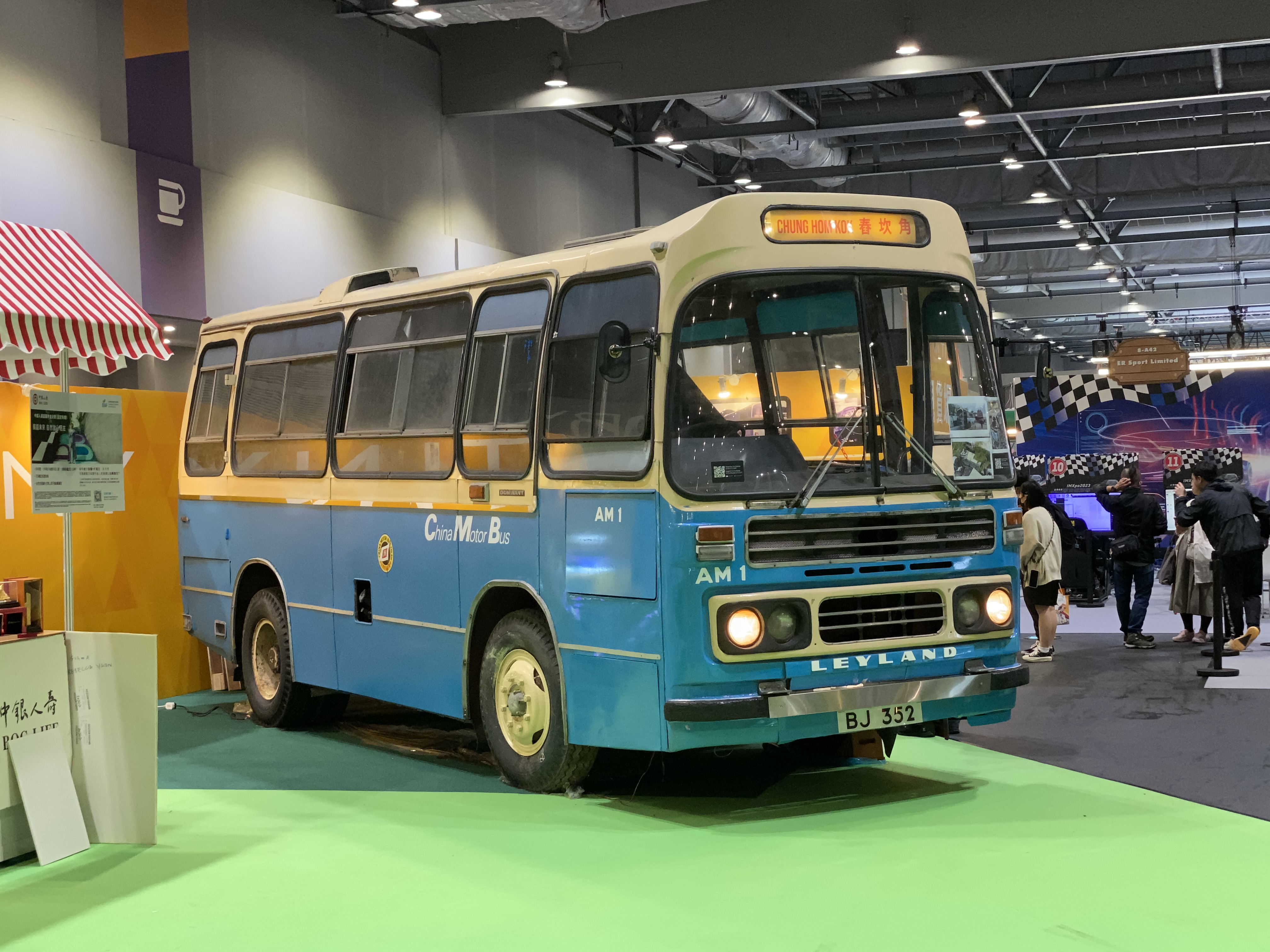
中巴AM1獲得巴士迷私人保留，拍攝於亞洲國際博覽館

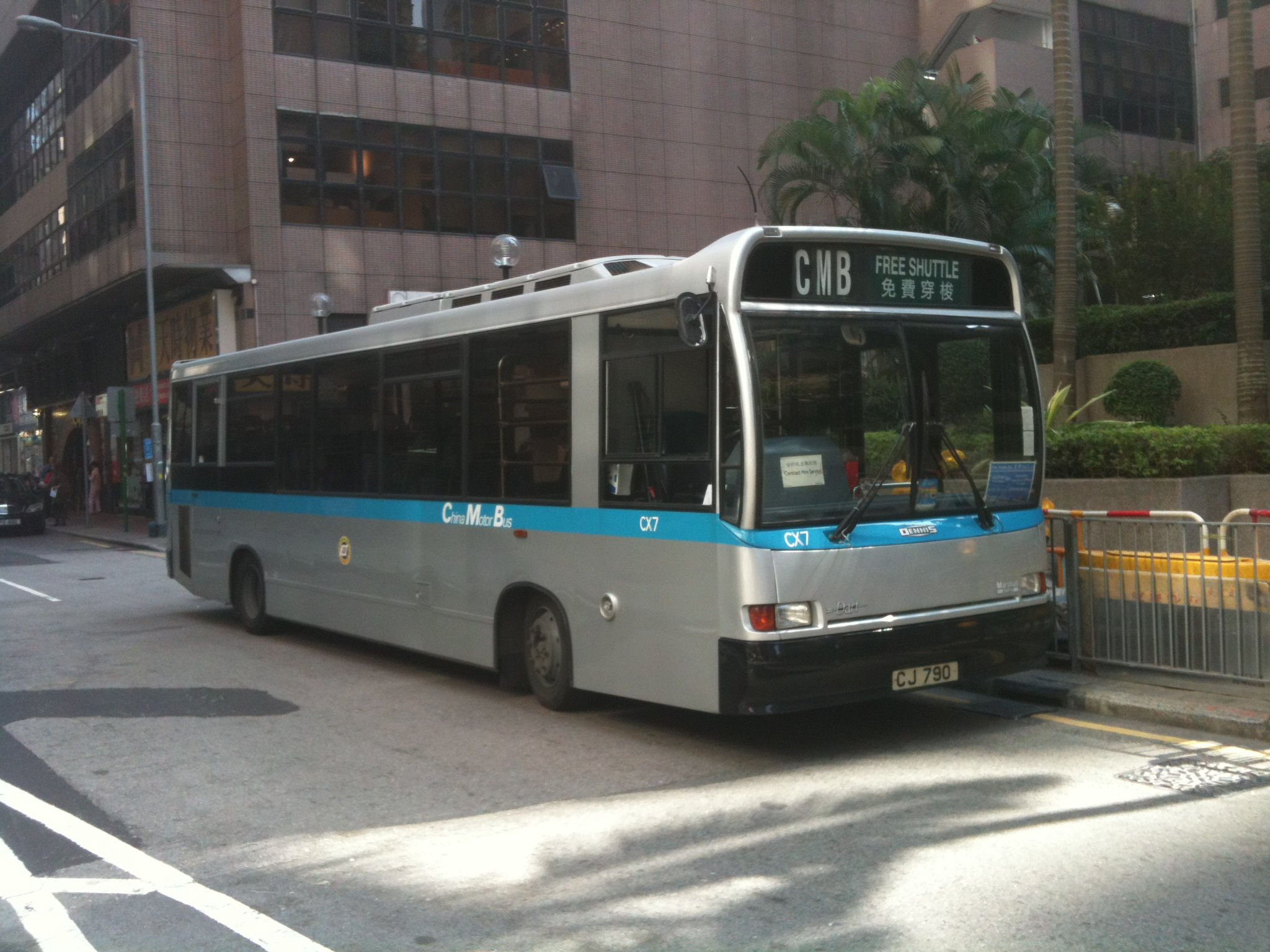
在中巴非專利路線提供服務的丹尼士飛鏢單層巴士（攝於2013年，車身還有China Motor Bus字樣）。在中巴失去專營權前，此車型曾服務於機場路線。

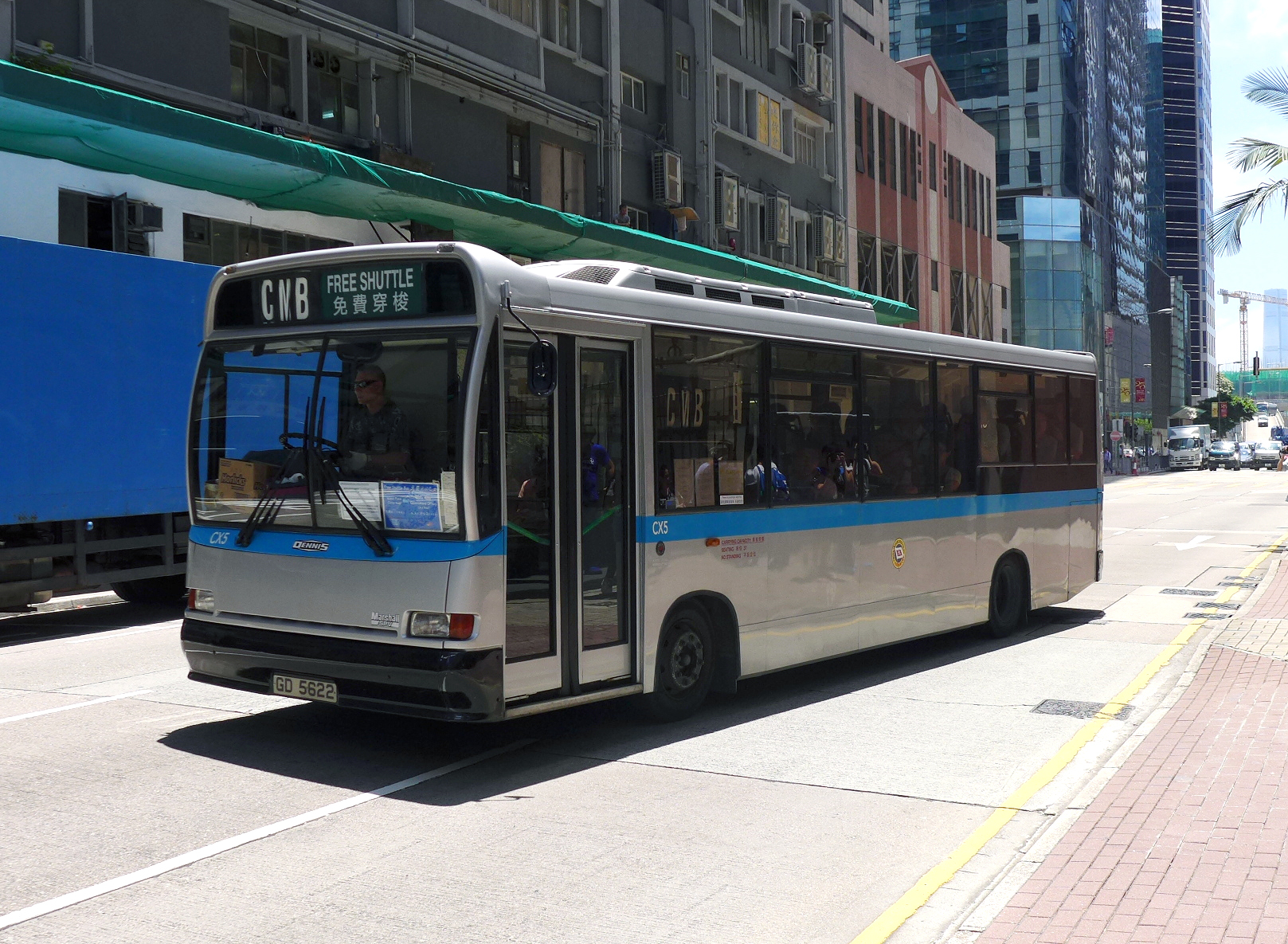
在中巴非專利路線提供服務的丹尼士飛鏢單層巴士（攝於非專利路線服務末期，車身China Motor Bus字樣已除去）。在中巴失去專營權前，此車型曾服務於機場路線。

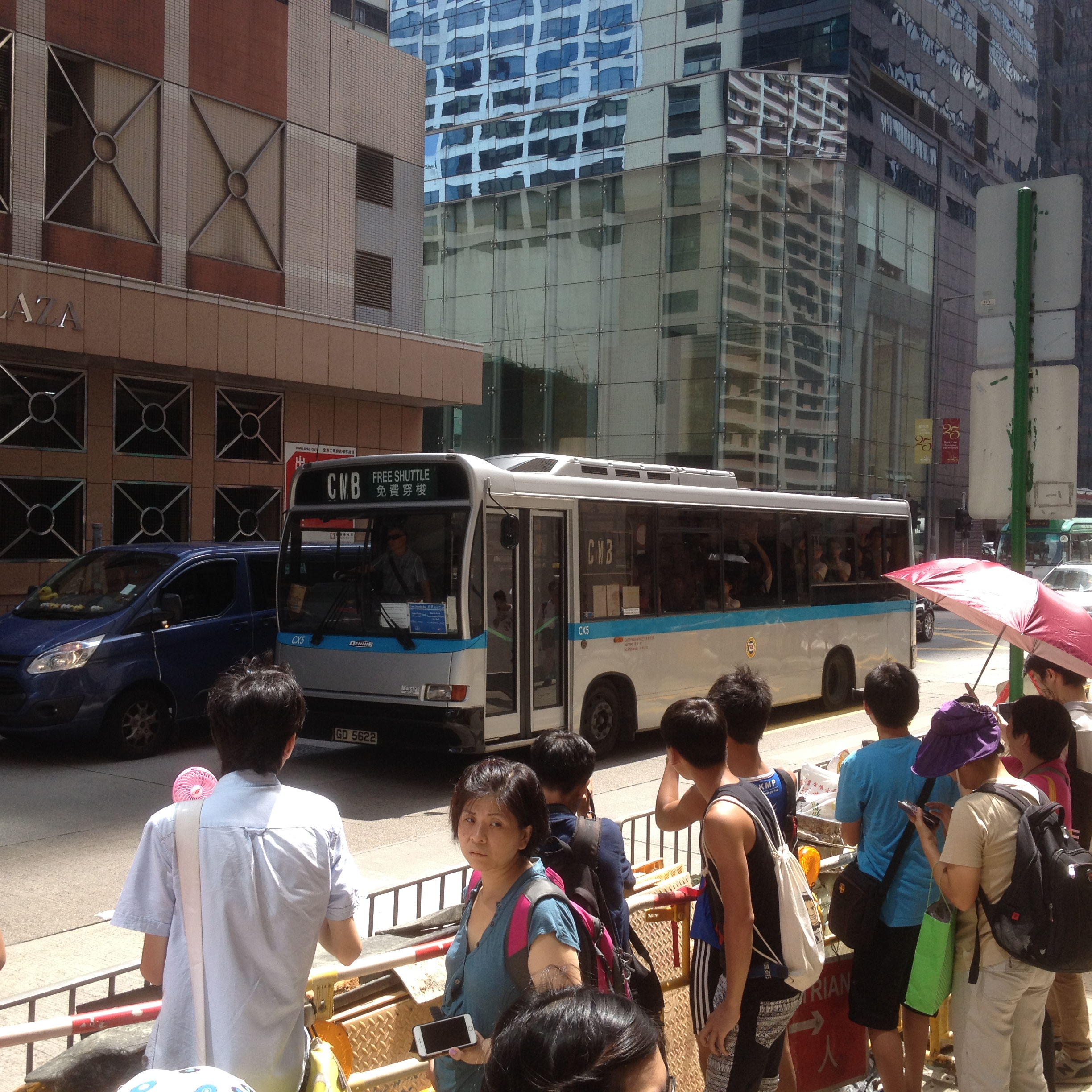
中巴非專利路線最後一天服務，當日有大批巴士迷到場歡送。

中巴是在1923年由顏成坤創立，起初在九龍半島和新界經營巴士服務。其後香港政府在1933年實施巴士專營權，九龍及新界的巴士專營權由當時新成立的九龍巴士公司投得，而中巴則獲得香港島的巴士服務專營權，自此中巴的重心遂改為集中在港島。
第二次世界大戰後由於港島區人口增長，中巴不斷擴張巴士路線網絡。而中巴自戰後以來，一直被視為比對岸的九巴進取。例如，中巴早在1950年代在巴士上設置乳膠座椅；在1972年率先使用後置引擎雙層巴士（即丹拿珍寶；較當時的前置半駕駛艙式巴士而言，是一種低地台巴士）；1976年全面實行一人控制措施。
1970年代是中巴的全盛期，當時正值1972年紅磡海底隧道通車，中巴聯同九巴合營過海隧道巴士線，中巴更大量購買新型巴士服務，旗下新車全面採用較易維修的纖維車身。到1976年，中巴的年營業額超過2,000萬港元，是公司成立以來最高。
踏入1980年代，在香港主權前景問題及地鐵宣佈興建港島綫兩個不明朗因素下，中巴開始減少在巴士車隊上的投資。地鐵港島綫於1985年5月31日（中環站至柴灣站）和1986年5月23日（上環站）投入服務後，中巴的乘客量大幅下跌，此後中巴的經營作風日見保守。其後在1989年中巴因勞資雙方就退休金安排談判破裂，中巴員工在左派工會發動下決定罷駛，令香港島的交通出現嚴重混亂，而依賴巴士服務的港島南區更因此交通癱瘓。
為了避免中巴繼續壟斷港島區的巴士服務，防止中巴罷工所引起的交通混亂再次發生，於是政府決定為港島區的巴士服務引入新的競爭者。政府於1990年批准城巴先後開辦3條空調非專利屋邨巴士路線，分別來往港島南區的置富花園、鴨脷洲邨、利東邨及金鐘地鐵站。同年，中巴為抗衡城巴的屋邨巴士路線，並防止城巴在南區進一步擴張，宣佈引入12輛雙層空調巴士（即編號為DA1-DA12的首批丹尼士禿鷹空調巴士），於同年7月及9月先後開辦來往置富花園及金鐘和華富邨至灣仔碼頭之間的空調巴士路線（即537、504），中巴及城巴在香港島的正面競爭至此正式開始。
為了進一步引入競爭以期改善港島巴士服務，香港政府於1991年將中巴在1987年取消的12A線（中環至麥當奴道）公開競投，城巴憑着經營屋邨巴士業務的經驗，獲得了這條路線的專營權，正式成為香港第四間專營巴士公司。
1989年至1993年間，中巴勞資雙方就薪酬和退休金的爭議多年未解決，更引發罷駛事件，故香港政府在1992年延續中巴經營權的同時，取消中巴其中26條港島巴士線及2條與九巴聯營的過海隧道路線的經營權，並公開招標引入其他巴士公司經營。隨後城巴獲得該28條路線的經營權，由1993年9月1日開始經營（詳見Network 26 新里程）。1995年，香港政府進一步縮減其路線網絡，透過不公開協商的方式把另外14條原本由中巴經營路線的經營權交予城巴，令城巴在短短兩年內大規模擴張港島區巴士網絡，而中巴的巴士業務則逐漸萎縮，乘客量有所下跌。
1995年9月8日（農曆八月十四中秋節迎月夜）（即中華巴士剛取得3年的延續專營權不久），15線的尾班車在臨近收車時間（當時山頂尾車為晚上11時45分）突然脫班，令400名於山頂賞月的民眾滯留，警方要出動大卡車接載民眾下山，翌日有滯留的何姓市民及其他一眾乘客，致電鄭經翰主持的電台時事烽煙節目《風波裡的茶杯》揭發事件，令15線成為當時的新聞焦點，引起港府有關部門的不滿，當時的運輸署署長任關佩英（已於2002年7月退休）首次引用《公共巴士服務條例》，於1996年7月判中巴罰款8,000元，此次事件因而成為令中巴於1998年下半年喪失專營權的導火線。
此外，1990年代中期，地鐵計劃淘汰通用儲值票，以非接觸式智能卡作為新的電子收費系統，即後來的八達通。九鐵（2007年12月2日起，和地鐵合併成港鐵）、九巴、城巴、油蔴地小輪（2000年1月15日起，大致由新渡輪取代）均大力支持並配合推行，但中巴拒絕參與，加上中巴此時只著重其巴士車廠改變為地產項目，不正視其巴士業務的服務質素欠佳，以及旗下車隊老化的問題，終於導致運輸署決定不延續中巴的專營權。
1998年2月17日，行政會議指令特區政府不再延續中巴專營權並重整中巴當時營運的巴士網絡。政府即時將中巴88條巴士線公開招標，另外12條路線直接交由城巴經營，1條原本與九巴聯營的過海隧道路線交由該公司獨自經營，另有24條巴士路線取消。同年3月31日，新世界第一巴士成功競投到中巴的88條路線，而中巴的專營權亦於1998年8月31日晚上告終。中巴向新巴出售逾710部巴士，並在專利權結束後將業務重心全面投放於地產發展，但仍然維持經營一條非專營巴士路線，來往港運城及北角政府合署之間，直至到2015年7月1日結束營運為止。除此之外，在新巴接手88條路線後首三年，向中巴租賃其柴灣巴士車廠作新巴日常運作之用。直到柴灣新巴創富道車廠落成，新巴才全面撤出中巴車廠。
在中巴經營專營巴士業務的末期（1997年），雖然曾經計劃引入單層及雙層低地台空調巴士，但最終因為英國丹尼士車廠未能配合中巴儘快交貨的要求，而令計劃無疾而終，改為購買十輛丹尼士禿鷹非低地台巴士（編號DA83-DA92）。
中巴早在1970年代興建柴灣巴士車廠時，已考慮日後將位於北角的總車廠及總辦事處大樓發展為地產項目，以令業務多元化。踏入1990年代，由於港島區巴士業務不明朗及香港地產業興旺兩個誘因，中巴開始與太古地產合作，先後將北角原中巴總辦事處及車廠，與及北角七姊妹道車廠兩幅地皮發展為住宅物業、商場及商用辦公大樓，為中巴帶來豐厚利潤。直到今日，位於北角英皇道原中巴總辦事處的港運城綜合地產發展項目，其中的商場部份仍然命名為成坤廣場，以紀念中巴創辦人顏成坤先生。另一方面，中巴也在1994年計劃與太古地產合作將黃竹坑道舊黃竹坑車廠用地發展為酒店項目，項目於2014年才正式獲政府批准發展為甲級寫字樓項目。至於中巴為發展地產項目，而提出改變前中巴柴灣車廠用途的申請，已獲准興建2幢36至38層高建築，總樓面約40多萬平方呎。

### 非專利接駁巴士

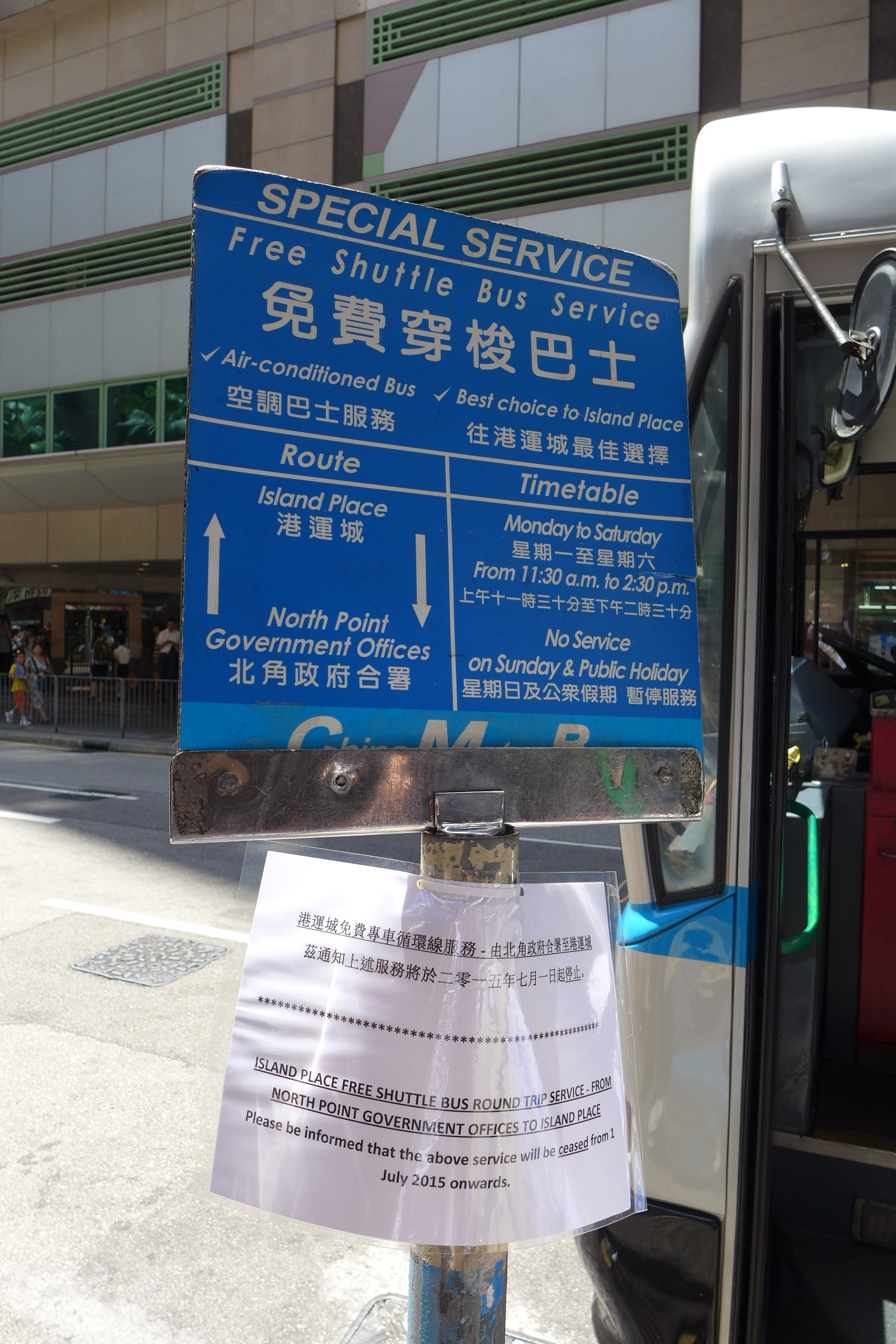
中巴非專利路線巴士站，攝於北角七姊妹道，惟此非專利路線已於2015年7月1日起停辦。

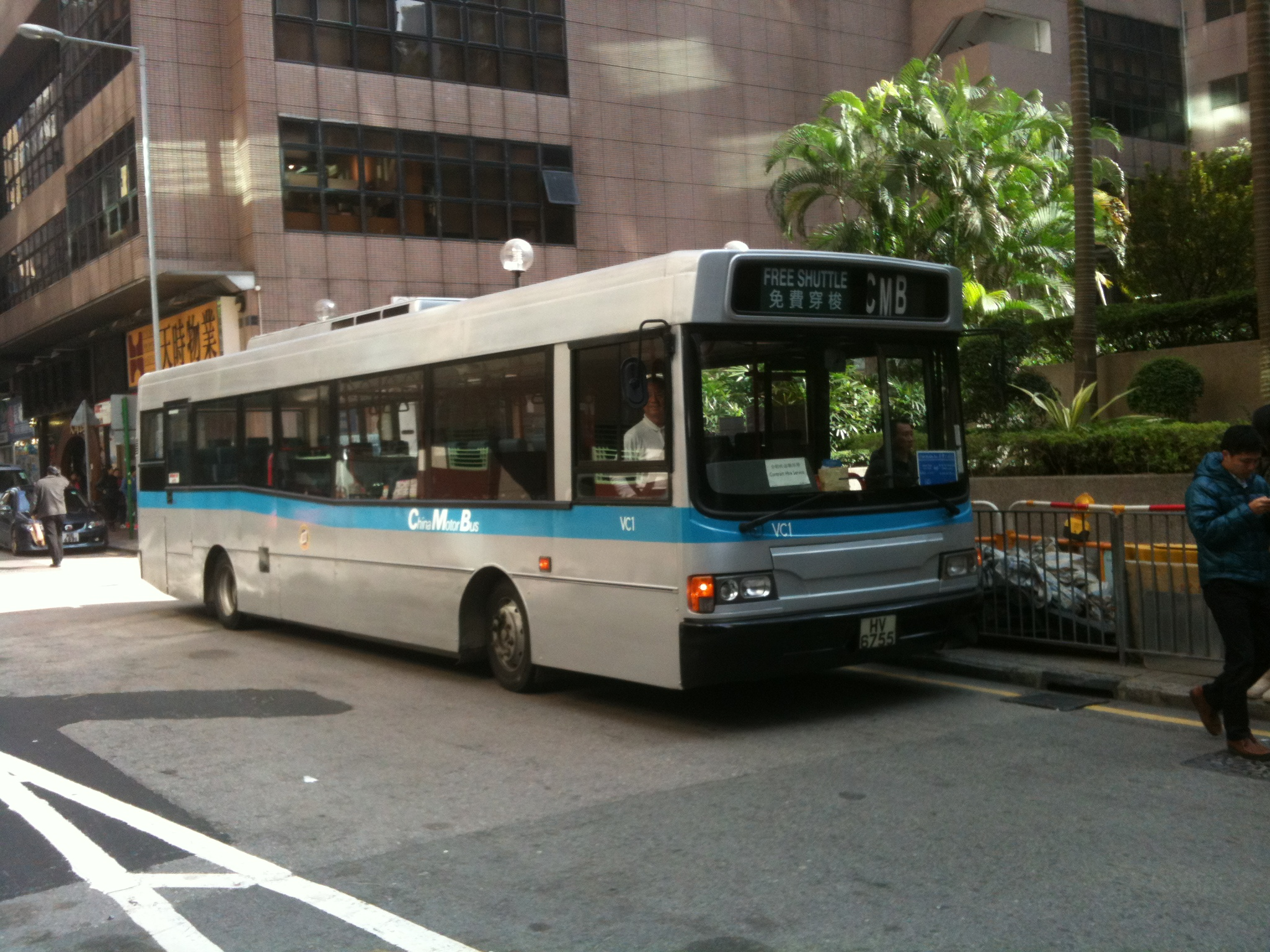
中巴唯一一輛低地台巴士，購自城巴

中巴在專營權結束後仍然保留11輛巴士，包括8輛空調單層巴士、2輛空調雙層巴士及1輛由1949年起行走至今的Tilling-Stevens K5LA7「白水箱」型古董單層巴士，並全數改以非專利巴士登記。其中數輛單層巴士被用於為旗下港運城的商場提供午飯時間的接駁巴士服務，但已於2015年7月1日結束營運。
2001年，中巴向城巴出售2輛雙層巴士（編號VA62、VA64），並從城巴購入一輛空調單層巴士（富豪B6LE型），令車隊總數減至10輛。該輛從城巴購入的單層巴士，是中巴在歷史上首部成功引入的低地台巴士。

### 第一次接獲敵意收購建議
1970年代中香港交通諮詢委員會因中巴服務品質不佳，曾向香港政府建議，由英國海外運輸公司會同香港兩家公司，入股聯營中巴，但遭中巴拒絕。使股價與每股資產淨值存在大幅折讓，容易成為收購目標。加上中巴手上持有的修車廠和停車場等土地是早年批出，此時已身價百倍，情況如牛奶公司一樣，被敵意收購只是時間問題。
從事地產的羅鷹石家族，悄悄在市面吸納中巴股票，直至1981年1月，羅鷹石之子羅旭瑞以百利保購入家族持有的405萬股中巴股份，另外百利保再從市場暗中買入19.8萬股，此時百利保就擁有中巴11.5%股權。4月，在韋理建議下百利保成立Athlone公司。其間韋理與羅旭瑞對中巴另一創辦人的後人－董事黃耀南行策反計，使黃以每股作價30港元，讓出所持8.35%中巴股份。此時顏氏與百利保分別持有28%及20%中巴股份，在黃耀南的出售股權後，中巴股價從不足30港元抬高至 34港元。
7月23日Athlone公司代表百利保宣佈以每股35港元，收購中巴1350萬股股份，使百利保原持有的中巴股權，從兩成增至 36.5％，便算完成收購，當時韋理在會上以“根據中巴按照公共巴士服務條例，必須保持其為公眾上市公司的身份，才可以享受專利權的規定。若提出全面收購則不合規定精神。”故計劃被稱為“部分收購”計畫，同時這是香港公司收購史上首例。因按慣例，需收購股權達50%以上才算成功。由於這種收購方法是一種創新手法，即使是證監處及合併委員會的專家，一時不知所措，只能含糊其辭地以原則上同意建議。雖然如此，當Atholne還差7%的股份就可達到所需的36.5%股份時，收購及合併委員會在記者招待會上，突然又糊裡糊塗地偏袒中巴一方，使百利保一方的收購處不利局面。8月24日Athlone宣佈收購失敗。這次收購案被戲稱為前古未有的糊塗戰，同時證監機構聲稱：今後再也不批准“部分收購”。
中巴在事件中，雖勝如敗，顏成坤為保江山，變賣物業將持股量增至51%，代價慘重；百利保卻雖敗如勝，收購受挫後，隨即趁高沽出，獲利約3000萬港元，當時足夠購買一座中型大廈。

### 第二次接獲敵意收購建議
2002年7月11日，禹銘投資宣布，透過一間名為時亞公司以每股1仙收購中華巴士全部股份，涉資50萬元。並於收購完成後，將中巴折合每股43.71元現金分派予股東；另外，將中巴的21.45億元資產，證券化後以折合每股46.88元派發予股東，即合計每股收購價為90.6元，合共總值為41.458億元。若完成收購中巴後1年內未能向股東分派現金，時亞將以每股1仙代價將股份售回予股東。
2002年7月12日，中華汽車董事局認為禹銘透過時亞收購建議不符合股東的最佳利益，奉勸股東暫不採取任何行動，並強調該公司大股東（顏氏家屬及其他關連人士）所持有約42.45%的股份，將不會接受此收購建議。同時指收購建議的出價可笑及收購的不合理性（如指股東能否收到或於何時可以收到高於每股0.01元的金額是毫無保證的，而收購人提出將1億元支付予由收購人委任的新董事及時亞所指的每股最終可分派90.6元的誤導性參考數字欺騙）。
2002年8月15日，中華汽車發表聲明，建議在同年11月15日派發每股18元特別股息，條件為禹銘投資代表時亞進行的敵意收購失敗，而在預定派息日前，並無其他收購建議提出。並再次指出禹銘的收購建議是多麼複雜及有缺陷（如接納收購，股東或會失去物業發展，折合每股20.74元的潛在利益）。
2002年8月29日，禹銘代表時亞投資向中華汽車提出的1仙收購建議，僅獲10.66萬股有效接納，僅佔中巴已發行股本的0.23%，故禹銘決定，將收購建議限期延至同年9月30日。
2002年9月2日，據信報財經新聞指禹銘以每股1仙收購中華汽車的收購於9月7日在成坤廣場召開股東答問大會，歡迎所有股東出席。翌日禹銘宣布新的分派建議由先前的一年內，改為10個工作日內。
2002年9月19日，中華汽車就禹銘投資修改全面收購中巴的建議，向股東發表公告，呼籲股東不要接納禹銘的收購建議，同月月底，由於仍然只有0.23%股東接納建議，不足以達到50%到股東支持，收購議案告吹。

### 巴士業界的創新
- 率先引入現時香港所有巴士公司均奉行的「一人模式」，即由一人兼顧司機及收費
- 率先引入「風油軚」巴士
- 率先引入全港首輛後置引擎巴士（丹拿珍寶30呎巴士，車隊編號RLX1／SF1）
- 率先引入全港首輛投入服務之三軸巴士（都城嘉慕超級都城巴士，車隊編號ML1）

### 巴士業務年表
- 1920年代，中華汽車有限公司成立，第一條路線在九龍服務。
- 1933年，中巴取得專營權，並改於港島區服務。
- 1941年，中巴車隊數目：108輛。
- 1941年至1945年，日軍佔領香港，大部分巴士被日軍徵用或被摧毀。
- 1946年，中巴車隊數目：4輛，其中英軍提供一些被改裝的貨車當巴士。
- 1946年底，中巴車隊數目：44輛，並已訂購42輛新巴士。
- 1948年，中巴的規模回復戰前水平。
- 1952年，中巴車隊數目：170輛。
- 1950年代未，中巴車隊數目：269輛。
- 1960年，中巴購入36輛可容納90名乘客的雙層巴士。
- 1962年，第一輛雙層巴士試行；同年，中巴成為上市公司。
- 1971年3月，試驗一人控制模式。
- 1972年2月，第一輛後置引擎巴士投入服務。
- 1975年，所有中巴單層巴士退役。
- 1976年，全面推行一人控制模式。
- 1980年至1982年，廉政公署揭發多名中巴員工參與賄賂以及盜竊車資等案件。
- 1981年5月5日，中巴引入12米3軸巴士。
- 1988年，中巴開始試驗空調巴士。
- 1990年，首輛雙層空調巴士投入服務。
- 1993年9月1日，中巴26條路線被城巴接辦，主要是南區路線。
- 1997年，中巴車隊數目：832輛。
- 1998年2月17日，中巴的專營權不獲延續。
- 1998年9月1日，最後一班巴士84M線在00:10分由柴灣站開出。
- 1998年9月1日00:30，中巴餘下88條路線被新巴接辦，中巴全面退出專營巴士市場。
- 2001年4月14日，時任中巴董事局主席顏成坤逝世，職位其後由女兒顏潔齡接任。
- 2015年7月1日，結束唯一非專利接駁巴士服務。
- 2019年11月，顏潔齡辭任主席，並由顏亨利接任。
- 2020年，中巴總部搬到北角港運大廈。

### 巴士銀事件
在1980年，有時任中巴職員向廉政公署舉報，指出公司內部（包括編更部、巴士司機、處理車資的內部職員、出納員、解款員等）貪污及偷取車資。經過調查，在2年期間至少偷取了過百萬港元。廉政公署在1981-1982年拘捕有關人士，指出有關人士違反防止賄賂條例第九條及盜竊罪條例。經法庭審理了有關人士罪名成立，由簽保守行為到監禁18個月不等。
在1989-1990年，中巴再出現編更部受賄案件，拘捕最少47人。而有關事件為中巴帝國沒落埋下伏線。1989年由廉署製作的電視劇《廉政先鋒》（第三輯）單元—巴士銀就是由該事件改編。

## 專利巴士路線
中巴全盛時期約有百多條路線，主要服務範圍為香港島地區，從1972年紅磡海底隧道開通後，中巴與九龍巴士合營多條過海路線，除此之外，中巴還有經營馬場路線、機場路線、豪華路線及通宵路線。

### 路線資料
| 路線號 | 起點               | 終點                 | 服務範圍         | 專營權結束後接辦公司 | 後續情況 |
| ------ | ------------------ | -------------------- | ---------------- | --- | --- |
| 1      | 中環（林士街）     | 跑馬地（上）         | 港島路線         | 城巴 | 1993年9月1日由城巴接辦，其後於2004年5月31日本線與5A線重組而延長至堅尼地城，兩線班次交替開出，同年11月28日合併，仍為1號線；及於2015年5月10日因5號線取消延長至摩星嶺。 |
| 1M     | 金鐘地鐵站（東）   | 跑馬地馬場           | 港島路線         | 城巴 | 1993年9月1日由城巴接辦，2006年取消，新巴其後於2022年5月重用此編號開辦另一路線，來往會展站及黃泥涌峽。 |
| 2      | 筲箕灣             | 中環（港澳碼頭）     | 港島路線         | 新巴 | 其後延長至嘉亨灣 |
| 2A     | 耀東邨             | 灣仔碼頭             | 港島路線         | 新巴 | 其後於2015年5月17日因港鐵沙中線工程，總站遷往灣仔北，並於2022年5月14日起，總站遷往會展站 |
| 2M     | 耀東邨             | 筲箕灣               | 港島路線         | 新巴 | 2006年2月11日取消，由城巴77和99線增設八達通分段收費取代 |
| 3      | 中環（林士街）     | 蒲飛路               | 港島路線         | 專營權結束前自行取消 | 城巴自行開辦新線3B取代，其後於2015年5月17日取消，由城巴12及12M線的八達通轉乘優惠取代 |
| 3A     | 中環（渡輪碼頭）   | 摩星嶺               | 港島路線         | 新巴 | 2012年縮減為早上繁忙時間服務，以及摩星嶺開出16:15班次 |
| 4      | 華富（南）         | 中環（渡輪碼頭）     | 港島路線         | 新巴 | 2004年改為循環線，星期一至六日間改為華富至中環（干諾道中），星期一至六晚上、星期日及公眾假期繞經中環渡輪碼頭，2015年5月在平日早上繁忙時段抽調數班改由田灣開出，途經華貴及華富（南），2021年10月起除星期一至五早上時段外，其餘班次改為往來黃竹坑及中環（交易廣場）的非循環線，取代城巴71線的相關時段服務                                                                            |
| 5      | 銅鑼灣（威菲路道） | 西營盤（正街）       | 港島路線         | 城巴 | 1993年9月1日由城巴接辦；2004年5月31日延長到摩星嶺；並於2015年5月10日取消，由城巴1和10線的八達通轉乘優惠取代 |
| 5A     | 跑馬地（下）       | 堅尼地城             | 港島路線         | 城巴 | 1993年9月1日由城巴接辦；2004年5月31日與1號線重組，兩線班次交替開出，同年11月28日合併，改為1號線，及於2015年5月延長至摩星嶺 |
| 5B     | 摩星嶺／堅尼地城   | 銅鑼灣（香港大球場） | 港島路線         | 城巴 | 1993年9月1日由城巴接辦，總站改為堅尼地城；2016年5月15日取消循環運作 |
| 5M     | 灣仔碼頭           | 堅尼地城             | 港島路線         | 路線取消 | |
| 6      | 中環（交易廣場）   | 赤柱監獄             | 港島路線         | 城巴 | 1993年9月1日由城巴接辦；2012年9月17日起大部份時段繞經馬坑 |
| 6A     | 中環（交易廣場）   | 赤柱炮台             | 港島路線         | 城巴 | 1993年9月1日由城巴接辦；後來於2004年11月縮減為平日上下午繁忙時間服務，其餘時間由城巴6/6X和新巴14線的八達通轉乘優惠取代，並於2021年10月下午繁忙時間班次與城巴6X線合併 |
| 7      | 石排灣             | 中環（渡輪碼頭）     | 港島路線         | 城巴 | 1995年9月1日由城巴接辦；2015年8月往中環方向簡化香港仔區行車路線；2019年往石排灣方向簡化香港仔區行車路線。 |
| 8      | 小西灣             | 灣仔碼頭             | 港島路線         | 新巴 | 2006年2月11日起總站改為杏花邨及改為東區走廊特快線，其後於2015年5月17日因港鐵沙中線工程，總站遷往灣仔北，並於2022年5月14日起，總站遷往會展站 |
| 9      | 筲箕灣             | 石澳                 | 港島路線         | 新巴 | 2015年8月泳季假日部分班次改為大浪灣為總站（繞經石澳總站） |
| 10     | 北角碼頭           | 堅尼地城             | 港島路線         | 城巴 | |
| 10A    | 中環（機利文街）   | 北角碼頭             | 港島路線         | 路線取消 | 與新巴18線合併 |
| 10X    | 堅尼地城           | 金鐘地鐵站           | 港島路線         | 城巴 | 1993年9月1日由城巴接辦，1999年8月16日取消，由5X線取代。其後5X線在2008年延長至銅鑼灣（威非路道） |
| 11     | 中環（交易廣場）   | 渣甸山               | 港島路線         | 城巴 | 1995年9月1日由城巴接辦；總站其後改為中環（渡輪碼頭）及改為循環線，其後於2022年9月往渣甸山方向改經林士街及不經交易廣場，往中環方向平日改經雪廠街 |
| 11A    | 灣仔碼頭           | 勵德邨               | 港島路線         | 路線取消 | 以城巴25A和25C線取代，2013年7月14日25C線併入25A線。 |
| 12     | 中環（交易廣場）   | 羅便臣道             | 港島路線         | 城巴 | 1993年9月1日由城巴接辦；1995年9月20日遷往中環（渡輪碼頭），循環線；其後在2013年7月14日起往羅便臣道改經擺花街及往中環方向平日改經雪廠街，並於2022年8月所有班次以中環3號碼頭為總站，除星期一至五早上時段外，其餘班次循環點延至至柏道（不經西摩道北段）及來回程繞經金鐘，取代城巴12M線的相關時段服務                                                                                  |
| 12A    | 中環               | 麥當勞道             | 港島路線         | 專營權結束前自行取消 | 其後城巴於1991年9月19日復辦本線，原擬於1994年5月7日將12A線縮短，並不再途經中環，但因沿線居民強烈反對而擱置，直至1994年6月30日才縮短至金鐘（添馬街），其後於2017年7月增設星期一至五早上快速班次，不經中環 |
| 12M    | 金鐘地鐵站         | 柏道                 | 港島路線         | 城巴 | 1993年9月1日由城巴接辦；此線曾一度計劃與12線合併，因居民反對而擱置，最後於2022年8月起只保留星期一至五早上時段服務，其餘時間由12及13線取代 |
| 13     | 中環（天星碼頭）   | 旭龢道               | 港島路線         | 新巴 | 2012年往中環方向改經花園道，並於2022年8月總站遷往金鐘（添馬街），金鐘方向繞經大會堂 |
| 14     | 西灣河碼頭         | 赤柱炮台             | 港島路線         | 新巴 | 其後總站遷往嘉亨灣，2012年9月17日大部份時段改為循環線，並繞經馬坑 |
| 15     | 中環（交易廣場）   | 山頂                 | 港島路線         | 新巴 | 總站改為中環（5號碼頭），惟早上班次於中環（交易廣場）作總站 |
| 15A    | 北角碼頭           | 山頂                 | 港島路線         | 新巴 | 其後總站由北角碼頭改為筲箕灣，只在指定日子服務，2013年10月13日迄今最後一次提供服務，但路線表令仍有此路線。 |
| 15B    | 天后站             | 山頂                 | 港島路線         | 新巴 | 2015年8月總站延長至灣仔（會展新翼），2020年2月因新冠疫情而暫停服務 |
| 15C    | 中環（天星碼頭）   | 花園道纜車站         | 港島路線         | 新巴 | 2000年1月1日擴展至全日服務，其後總站改為中環（7號碼頭），並於2022年9月往中環方向平日改經雪廠街 |
| 15M    | 金鐘（東）         | 山頂                 | 港島路線         | 路線取消 | |
| 15X    | 中環               | 山頂                 | 港島路線         | 新巴 | 2019年取消 |
| 16     | 城市花園           | 中環（港澳碼頭）     | 港島路線         | 路線取消 | |
| 18     | 北角（健康中街）   | 西環（荷蘭街）       | 港島路線         | 新巴 | 1999年總站改為堅尼地城（卑路乍灣），於2004年全日分拆至18/18P兩線，其後18線於2013年7月縮短至屈地街，2015年5月再縮短至上環（永和街）及改為星期一至五繁忙時間服務，由新巴18P線及新巴18X線取代，2019年12月大部份時段延長至港澳碼頭，並恢復星期一至五日間時間服務，並於2021年9月再度恢復全日服務及星期一至五早上時段以外延長至堅尼地城（卑路乍灣），而18P線只保留星期一至五早上時段服務 |
| 19     | 筲箕灣             | 大坑道               | 港島路線         | 新巴 | 2004年縮短至北角碼頭；2013年3月與8X線重組，延長至小西灣（藍灣半島）並改由城巴經營，與8X線提供聯合班次，其後於2022年8月併入8X線 |
| 20     | 筲箕灣             | 中環（永和街）       | 港島路線         | 新巴 | 1999年3月取消，以新巴720線提升至全日服務及722線於1999年3月29日的部分班次延長至筲箕灣取代 |
| 21     | 中環（交易廣場）   | 太古城               | 港島路線         | 新巴（M21） | M21線於2001年6月3日與722線合併為M722，即現時的新巴722線。 |
| 22     | 耀東邨             | 中環（機利文街）     | 港島路線         | 路線取消 | 由已取消的新巴20線繞經耀東取代 |
| 23     | 北角碼頭           | 蒲飛路               | 港島路線         | 新巴 | |
| 23A    | 勵德邨             | 羅便臣道             | 港島路線         | 新巴 | 2013年7月取消，由城巴12線及新巴26線的八達通轉乘優惠取代 |
| 23B    | 勵德邨             | 柏道                 | 港島路線         | 新巴 | 1999年延長至寶馬山，2004年縮減為平日繁忙時間服務，2017年再縮減為上學日服務。 |
| 25     | 中環（交易廣場）   | 寶馬山               | 港島路線         | 新巴 | 總站改為中環（渡輪碼頭），2013年7月往中環方向改經炮台山、告士打道，並於2022年9月改經怡和街、軒尼詩道及金鐘道，往寶馬山方向改經林士街及不經交易廣場 |
| 25M    | 灣仔碼頭           | 寶馬山               | 港島路線         | 路線取消 | 以城巴25A和25C線取代，城巴於2013年7月取消25C。 |
| 26     | 勵德邨             | 荷李活道             | 港島路線         | 新巴 | |
| 27     | 北角碼頭           | 寶馬山               | 港島路線         | 新巴 | |
| 37     | 置富花園           | 中環（交易廣場）     | 港島路線         | 城巴 | 1995年9月1日由城巴接辦；1997年5月與城巴37M線重組為37A/37B。 |
| 38     | 置富花園           | 北角碼頭             | 港島路線         | 新巴 | 2022年11月27日起除星期一至六上午繁忙時間外，其餘時間繞經華富邨，取代42線的相關時段服務。 |
| 38A    | 置富花園           | 天后站               | 港島路線         | 路線取消 | 併入新巴38線 |
| 40     | 華富（北）         | 灣仔碼頭             | 港島路線         | 城巴 | 1995年9月1日由城巴接辦；2015年5月因港鐵沙中線工程，總站遷往灣仔北，並於2022年5月14日起，總站遷往會展站 |
| 40M    | 華富（北）         | 金鐘（西）           | 港島路線         | 城巴 | 1995年9月1日由城巴接辦後延長到灣仔碼頭；2012年7月總站遷往新政府總部（中信大廈）；2022年5月14日總站遷往會展站；2023年8月27日取消往華富（北）方向服務，由城巴12/13線與40線八達通轉乘優惠取代 |
| 41     | 北角碼頭           | 華富（中）           | 港島路線         | 專營權結束前自行取消 | 城巴自行開辦新線41A取代，並於上學日指定時段繞經寶馬山 |
| 42     | 華富（南）         | 北角碼頭             | 港島路線         | 新巴 | 2011年3月在平日繁忙時段抽調數班延長至數碼港，並命名為42C；2022年11月27日縮減為星期一至六上午繁忙時間服務，其餘時間由38線繞經華富邨取代。 |
| 43     | 田灣               | 金鐘（西）           | 港島路線         | 新巴 | 2001年5月20日與4X重組為46X而取消（其後46X於2015年5月取消，由新巴4及4X線，以及城巴43M及70線取代） |
| 43X    | 華貴               | 中環（交易廣場）     | 港島路線         | 新巴 | 2004年12月重組而改經薄扶林道及堅尼地城：早上班次以金鐘金鐘（東）作總站，其餘班次以灣仔（會展新翼）作總站，並於2015年5月取消，由新巴4及4X線，以及城巴43M及70線取代 |
| 45     | 華富（北）／華貴   | 羅便臣道             | 港島路線         | 專營權結束前自行取消 | 城巴自行開辦新線40P取代 |
| 47     | 華富（北）         | 金鐘地鐵站（西）     | 港島路線         | 專營權結束前自行取消 | 城巴自行開辦新線47A（取消前的M47）取代；2014年12月因港鐵西港島綫通車，再被43M取代47A/M47線 |
| 47X    | 中環               | 碧瑤灣               | 港島路線         | 臨時路線 | |
| 48     | 華富（北）         | 黃竹坑／海洋公園     | 港島路線         | 城巴 | 1993年9月1日由城巴接辦；2009年8月延長至深灣及改為循環線，其後於2016年12月28日因港鐵南港島綫通車，繞經黃竹坑站 |
| 61     | 中環（交易廣場）   | 淺水灣               | 港島路線         | 城巴 | 1993年9月1日由城巴接辦；2008年6月取消 |
| 61M    | 中環（交易廣場）   | 淺水灣               | 港島路線         | 城巴 | 1993年9月1日由城巴接辦；1997年取消 |
| 63     | 北角碼頭           | 赤柱監獄             | 港島路線         | 新巴 | 其後於2009年12月簡化銅鑼灣區行車路線 |
| 64     | 中環（交易廣場）   | 舂坎角               | 港島路線         | 新巴 | 2004年11月8日因南區路線重組而取消，由城巴6X線改經馬坑和春坎角取代。 |
| 65     | 北角碼頭           | 赤柱村               | 港島路線         | 新巴 | |
| 66     | 中環（交易廣場）   | 馬坑                 | 港島路線         | 新巴 | 2012年9月17日縮減為星期一至五上下午繁忙時間服務，其餘時間由6號線部分時段班次繞經赤柱廣場，以及新增6與6X線之八達通轉乘優惠代替。 |
| 70     | 香港仔             | 中環（交易廣場）     | 港島路線         | 城巴 | 1993年9月1日由城巴接辦；2015年5月延長至華貴，取代新巴43X、46X線和城巴70M線 |
| 70M    | 香港仔             | 金鐘地鐵站（東）     | 港島路線         | 城巴 | 1993年9月1日由城巴接辦，其後分別於2001年7月及2004年12月延長至田灣及華貴，並於2013年8月及2015年5月分別取消回程及去程服務，由城巴70線轉乘789線的八達通轉乘優惠取代 |
| 71     | 黃竹坑             | 中環（渡輪碼頭）     | 港島路線         | 城巴 | 1995年9月1日由城巴接辦；2009年8月16日改為循環線，循環點為中環（永和街）；2019年8月25日取消循環運作，總站為中環（林士街）；2021年10月起只保留星期一至五早上時段服務，其餘時間由4號線取代。 |
| 72     | 華貴               | 銅鑼灣（摩頓台）     | 港島路線         | 城巴 | 1993年9月1日由城巴接辦，其後於1994年1月全日不繞經黃竹坑總站 |
| 72A    | 黃竹坑             | 銅鑼灣（摩頓台）     | 港島路線         | 城巴 | 1993年9月1日由城巴接辦，其後於1994年1月擴展至全日服務，並於2002年延長到深灣，及在2014年1月全日不繞經海洋公園。 |
| 72B    | 香港仔             | 銅鑼灣（摩頓台）     | 港島路線         | 城巴 | 1993年9月1日由城巴接辦，1994年與城巴72線合併 |
| 73     | 華富（北）         | 赤柱監獄／赤柱村     | 港島路線         | 城巴 | 1995年9月1日由城巴接辦，2002年3月延長總站到數碼港，其後在2014年1月全日不繞經海洋公園 |
| 75     | 黃竹坑             | 中環（交易廣場）     | 港島路線         | 城巴 | 1993年9月1日由城巴接辦，其後於2002年延長到深灣；2023年9月11日改為只在星期一至五繁忙時間服務，其餘時段由城巴72A線與37A/37B/37X/70/70P/90/97/N90八達通轉乘優惠取代 |
| 76     | 石排灣             | 銅鑼灣（摩頓台）     | 港島路線         | 城巴 | 1993年9月1日由城巴接辦，其後改經禮頓道，並於2015年8月縮短至邊寧頓街及改為循環線；2022年9月大部份班次縮短至黃竹坑站；2023年9月11日起取消星期一至五10:00-15:00由黃竹坑站開出之班次 |
| 77     | 香港仔             | 西環（荷蘭街）       | 港島路線         | 專營權結束前自行取消 | 由專綫小巴58線及59線，以及新增47線特別班次（該特別班次路線編號其後分別於1997年及2002年改為47A線特別班次和城巴47P線）取代。城巴其後於1998年重用此編號開辦另一路線，來往田灣邨及筲箕灣。 |
| 78     | 黃竹坑             | 華貴                 | 港島路線         | 新巴 | 其後於2016年12月28日因港鐵南港島綫通車，繞經黃竹坑站 |
| 79     | 香港仔             | 華貴                 | 港島路線         | 路線取消 | 併入新巴78線，其後於1999年由專綫小巴51S線取代。 |
| 79M    | 田灣               | 金鐘地鐵站           | 港島路線         | | 1992年5月更改路線為43，總站延長至華貴（其後於2001年5月由新巴46X取代，並於2015年5月取消，由新巴4及4X線，以及城巴43M及70線取代） |
| 80     | 小西灣             | 中環（永和街）       | 港島路線         | 路線取消 | 由新巴8P線取代，其後於2015年5月因港鐵沙中線工程，總站遷往灣仔北 |
| 81     | 興華邨             | 勵德邨               | 港島路線         | 新巴 | 2009年12月改為不經銅鑼灣 |
| 81A    | 興華邨             | 勵德邨               | 港島路線         | 新巴 | |
| 81M    | 興華邨             | 中環（德忌利士街）   | 港島路線         | 專營權結束前自行取消 | 由中巴88線取代 |
| 82     | 柴灣（常安街）     | 北角碼頭             | 港島路線         | 新巴 | 2006年延長到小西灣（藍灣半島），其後於2010年8月分拆至82/82X兩線，82X提供單程特快由柴灣經東區走廊前往鰂魚涌 |
| 82A    | 柴灣（常安街）     | 西灣河碼頭           | 港島路線         | 專營權結束前自行取消，與82線合併 | |
| 83     | 小西灣             | 太古城               | 港島路線         | 新巴 | 2000年5月6日取消，與新巴82線合併 |
| 84     | 杏花邨             | 耀東邨               | 港島路線         | 新巴 | 循環線；2005年1月9日取消，由新巴2M和82/城巴85線的八達通轉乘優惠取代（其後2M由城巴77/99增設雙向分段取代）。 |
| 84M    | 小西灣             | 柴灣地鐵站           | 港島路線         | 新巴 | 2010年8月23日起，改為新巴82M線及改為平日早上至黃昏時段服務；82M線其後於222年8月15日取消 |
| 85     | 小西灣             | 北角碼頭             | 港島路線         | 城巴 | 1995年9月1日由城巴接辦；其後於2013年7月延長至寶馬山，取代529線；2016年1月起往小西灣方向不經鯉景灣 |
| 87     | 杏花邨             | 中環（德忌利士街）   | 港島路線         | 專營權結束前自行取消 | 由中巴88線取代 |
| 88     | 興華邨             | 中環（交易廣場）     | 港島路線         | 新巴 | 2000年5月2日取消，由城巴85及780線取代 |
| 88M    | 柴灣地鐵站         | 杏花邨               | 港島路線         | 與84線（已取消）合併 | |
| 90     | 鴨脷洲邨           | 中環（交易廣場）     | 港島路線         | 城巴 | 1993年9月1日由城巴接辦，其後在2014年1月全日不繞經海洋公園 |
| 91     | 鴨脷洲邨           | 中環（渡輪碼頭）     | 港島路線         | 新巴 | 2004年12月改為平日早上繁忙時間過後及假日全日繞經利東，以及全日不經海怡半島（平日早上指定時段除外）；2022年8月擴展至所有班次繞經利東，取代94線 |
| 91A    | 鴨脷洲邨           | 華富（南）           | 港島路線         | 新巴 | 2010年改為只在上學日服務，其餘時間由城巴48/新巴94A與新巴95/595八達通轉乘優惠取代 |
| 92     | 鴨脷洲邨           | 銅鑼灣（摩頓台）     | 港島路線         | 城巴 | 1993年9月1日由城巴接辦，2007年9月改為銅鑼灣（邊寧頓街），循環線；2012年8月取消 |
| 93     | 鴨脷洲邨           | 羅便臣道             | 港島路線         | 新巴 | 1999年4月19日改為鴨脷洲邨／海怡半島各開出2班往羅便臣道（花園台），不再提供回程返回南區之服務。 |
| 93A    | 利東邨             | 羅便臣道             | 港島路線         | 新巴 | 1999年4月19日所有班次均以羅便臣道（花園台）為終點站，不再提供回程返回南區之服務，其後於2017年5月由3班車減至1班車。 |
| 94     | 利東邨             | 中環（渡輪碼頭）     | 港島路線         | 新巴 | 2004年12月縮減為平日上午繁忙時間服務；2022年8月取消 |
| 94A    | 華富（中）         | 利東邨               | 港島路線         | 新巴 | 循環線；2019年往利東方向簡化香港仔區行車路線 |
| 94X    | 利東邨             | 金鐘地鐵站（東）     | 港島路線         | 新巴 | 1999年由94線於平日上午繁忙時間抽調部分班次改經山道天橋特快班次取代，其後於2004年12月改為94X識別，並於2017年5月取消。 |
| 95     | 鴨脷洲邨           | 石排灣               | 港島路線         | 新巴 | 2002年12月與95A進行重組，平日大部份時段延長至利南工業區；2024年4月7日取消，由95C延長至利南工業區及595延長至石排灣，以及互轉上述兩線之八達通轉乘優惠取代 |
| 95A    | 鴨脷洲（利南道）   | 香港仔               | 港島路線         | 新巴 | 2002年12月與95重組而取消 |
| 95B    | 海怡半島           | 黃竹坑               | 港島路線         | 新巴 | 2010年縮減為平日上午繁忙時間服務，由城巴90/96/97/592線，以及98/595轉乘48/78的八達通轉乘優惠取代；2017年5月取消 |
| 96     | 利東邨             | 銅鑼灣（摩頓台）     | 港島路線         | 城巴 | 1993年9月1日由城巴接辦，其後於2015年2月往利東方向繞經利東街市；2023年1月8日取消 |
| 97     | 利東邨             | 中環（交易廣場）     | 港島路線         | 城巴 | 1993年9月1日由城巴接辦 |
| 97A    | 利東邨             | 黃竹坑               | 港島路線         | 城巴 | 1993年9月1日由城巴接辦，延長到深灣及部份班次延長至鴨脷洲大街，循環線，其後於2014年1月縮減為平日上下午繁忙時間服務；2021年8月取消，由90/90C/96線八達通即日來回優惠取代 |
| 98     | 利東邨             | 香港仔（成都道）     | 港島路線         | 城巴 | 1993年9月1日由城巴接辦 |
| 99     | 海怡半島           | 北角                 | 港島路線         | 城巴 | 1995年9月1日由城巴接辦，改為全日服務並延長至西灣河；1997年延長至筲箕灣；2006年與77線增設八達通雙向分段收費，取代2M線；2023年1月8日往筲箕灣方向繞經堅拿道西、告士打道及高士威道，及增設分段收費以配合96線取消。 |
| 101    | 堅尼地城           | 觀塘（裕民坊）       | 過海隧道路線     | 新巴 | 2014年遷至臨時總站，其後於2021年4月遷往「裕民坊YM²」商場新總站 |
| 101R   | 跑馬地馬場         | 觀塘（裕民坊）       | 過海隧道路線     | 新巴 | 2014年遷至臨時總站，其後於2021年4月遷往「裕民坊YM²」商場新總站 |
| 102    | 筲箕灣             | 美孚                 | 過海隧道路線     | 城巴 | 其後在2001年繞經愛秩序灣 |
| 102R   | 跑馬地馬場         | 美孚                 | 過海隧道路線     | 新巴 | |
| 103    | 蒲飛路             | 竹園邨               | 過海隧道路線     | 城巴 | 1995年9月1日由城巴接辦 |
| 104    | 堅尼地城           | 白田                 | 過海隧道路線     | 新巴 | 2015年9月因白田邨重建搬遷至臨時總站；2021年1月正式遷往白田（白雲街） |
| 105    | 西環（山市街）     | 荔枝角               | 過海隧道路線     | 1997年改經西隧及由已取消的105A/905P（即現今的904）及905取代，及由新巴聯營                                                                        | |
| 105A   | 中環（港澳碼頭）   | 海底隧道收費廣場     | 過海隧道路線     | 新巴 | 2000年被運輸署勒令停辦，由104, 111, 115及301線取代 |
| 106    | 小西灣             | 黃大仙               | 過海隧道路線     | 新巴 | |
| 107    | 香港仔             | 九龍灣               | 過海隧道路線     | 城巴 | 1993年9月1日由城巴接辦；1998年延長至華貴 |
| 109    | 中環（港澳碼頭）   | 何文田               | 過海隧道路線     | 新巴 | |
| 110    | 筲箕灣             | 佐敦道碼頭           | 過海隧道路線     | 新巴 | 其後因廣深港高速鐵路工程延長至九龍站；2013年12月改為循環線（不經鰂魚涌、九龍站及往尖沙嘴方向不經維園） |
| 111    | 中環（港澳碼頭）   | 坪石                 | 過海隧道路線     | 新巴 | 2010年抽調部份班次由彩福邨開出（111P），並於2020年12月加設回程服務 |
| 112    | 北角（百福道）     | 蘇屋                 | 過海隧道路線     | 新巴 | |
| 113    | 西環（荷蘭街）     | 彩虹                 | 過海隧道路線     | 新巴 | 1999年延長至卑路乍灣 |
| 115    | 中環（港澳碼頭）   | 九龍城碼頭           | 過海隧道路線     | 新巴 | |
| 115P   | 海逸豪園           | 中環（港澳碼頭）     | 過海隧道路線     | 新巴 | 2021年8月取消星期六服務 |
| 116    | 鰂魚涌             | 慈雲山（中）         | 過海隧道路線     | 新巴 | |
| N121   | 中環（港澳碼頭）   | 牛頭角               | 過海隧道路線     | 新巴 | 2007年4月與N122的免費轉乘改為八達通 |
| N122   | 北角碼頭           | 美孚                 | 過海隧道路線     | 新巴 | 2007年4月2日延長至筲箕灣，並與N121的免費轉乘改為八達通 |
| 170    | 華富（中）         | 沙田火車站           | 過海隧道路線     | 城巴 | 1993年9月1日由城巴接辦 |
| 182    | 中環（港澳碼頭）   | 沙田第一城           | 過海隧道路線     | 城巴 | 1995年9月1日由城巴接辦；2001年延長至愉翠苑 |
| 260    | 中環（交易廣場）   | 赤柱監獄             | 港島路線         | 城巴 | 1995年9月1日由城巴接辦，並於同年12月改經告士打道 |
| 260X   | 中環（交易廣場）   | 淺水灣               | 港島路線         | 新巴 | 1999年端午節取消 |
| 261    | 中環（交易廣場）   | 舂坎角               | 港島路線         | 1994年自行取消 | |
| 262    | 中環（交易廣場）   | 舂坎角               | 港島路線         | 新巴 | 2004年11月8日與64線一併取消，由城巴6X線繞經馬坑和春坎角一帶取代。 |
| 300    | 上環               | 太子地鐵站           | 過海隧道路線     | 改由九巴獨營 | 1999年5月16日被運輸署勒令取消 |
| 301    | 海底隧道收費廣場   | 上環                 | 過海隧道路線     | 新巴 | 2019年8月31日取消星期六服務；2022年5月因港鐵東鐵線過海段通車，而被運輸署勒令停辦 |
| 302    | 慈雲山（北）       | 上環                 | 過海隧道路線     | 新巴 | |
| 303    | 耀安               | 上環                 | 過海隧道路線     | 城巴，路線編號改為681P | 2017年2月部份班次改經西區海底隧道及尖山隧道，並以981P作識別；2022年7月取消星期六往馬鞍山服務 |
| 304    | 銅鑼灣（維園花市） | 華富（南）           | 港島路線         | 新巴，以（N38）取代 | |
| 305    | 美林               | 上環                 | 過海隧道路線     | 新巴 | 2013年8月延長至美田；2015年8月改經尖山隧道和西區海底隧道前往灣仔消防局、更改路線編號為985；2018年11月加設星期一至五往美田班次；2019年4月星期一至五往港島班次分拆為985A/985B。 |
| 307    | 大埔中心           | 上環                 | 過海隧道路線     | 城巴 | 2002年改為全日服務及於平日早上繁忙時間外延長至中環碼頭，往大埔中心方向改經東區海底隧道和大老山隧道。 |
| 308    | 銅鑼灣（維園花市） | 小西灣               | 港島路線         | 新巴（N8/N8P） | |
| 309    | 中環（交易廣場）   | 石澳                 | 港島路線         | 新巴 | 2008年6月22日取消，由9及720線的八達通轉乘優惠取代；2021年6月新巴開辦X9線，惟有限度停站 |
| 336    | 金鐘地鐵站（東）   | 梨木樹               | 過海隧道路線     | 改由九巴獨營，取消往梨木樹方向所有班次及延長至上環                                                                                               | 2014年6月改經西區海底隧道，港島區總站更改為銅鑼灣（棉花路），路線編號更改為936；2015年7月增設回程服務；2018年10月往港島方向服務時間擴展至每日中午及往梨木樹方向頭班車提早16:00開出，加經長沙灣（西九龍新區）及新增特別路線936A。 |
| 337    | 葵盛（東）         | 上環                 | 過海隧道路線     | 路線取消，由九巴37M線轉乘地鐵（現港鐵）和城巴930線取代；2021年12月城巴開辦930B線，惟只於星期一至五早上開出一班                                   | |
| 338    | 置富花園           | 香港仔               | 港島路線         | 新巴 | 2001年12月16日由城巴95C線取代 |
| 347    | 香港仔             | 中環碼頭             | 港島墳場特別路線 | 城巴 | 2002年延長至金鐘（西） |
| 357    | 中環（交易廣場）   | 中華基督教墳場       | 港島墳場特別路線 | 1998年4月與347線合併 | |
| 374    | 華貴               | 淺水灣               | 港島路線         | 新巴 | 2004年6月20日取消，由城巴73線及新巴78線八達通轉乘優惠取代。 |
| 388    | 柴灣地鐵站         | 柴灣墳場             | 港島墳場特別路線 | 新巴 | |
| 389    | 筲箕灣             | 柴灣墳場             | 港島墳場特別路線 | 新巴 | |
| 392    | 銅鑼灣（維園花市） | 海怡半島             | 港島路線         | 路線取消，由城巴N592線取代 | |
| 399    | 赤柱監獄           | 海怡半島             | 港島路線         | 新巴 | 2008年6月22日取消，由城巴73及95C、97、97A、592八達通轉乘優惠取代。 |
| 504    | 華富（南）         | 灣仔碼頭             | 港島路線         | 新巴，以4X線（第一代）取代 | 2001年5月4X線（第一代）與43線合併為46X，並於2015年5月取消，由城巴43M及70線，以及新巴4及4X線（第二代）取代。 |
| 511    | 中環（渡輪碼頭）   | 渣甸山               | 港島路線         | 城巴 | 1995年9月1日由城巴接辦，以循環形式運作；1997年3月2日提升為每日早上至午夜提供服務；1998年2月23日重整渣甸山路線，改為只在平日早上繁忙時間提供服務；2015年9月改為只限星期一至五早上繁忙時間由大坑徑開出單向前往中環。 |
| 525    | 中環（渡輪碼頭）   | 寶馬山               | 港島路線         | 專營權結束前自行取消 | |
| 537    | 金鐘地鐵站         | 置富花園             | 港島路線         | 路線取消，由城巴37X線取代 | |
| 543    | 中環（交易廣場）   | 華貴                 | 港島路線         | 由43X線加設空調巴士取代（43X線於2015年5月取消，由新巴4及4X線，以及城巴43M及70線取代）                                                            | |
| 590    | 中環（交易廣場）   | 海怡半島             | 港島路線         | 新巴 | 1999年分拆為M590/590A，M590於2010年重用590編號；2020年8月改為只在星期一至五繁忙時間服務，其餘時間由城巴592線與37A/37B/37X/70/70P/75/90/97八達通免費轉乘取代；2021年9月取消 |
| 592    | 銅鑼灣（摩頓台）   | 海怡半島             | 港島路線         | 城巴 | 1995年9月1日由城巴接辦 |
| 595    | 香港仔             | 海怡半島             | 港島路線         | 新巴 | 2024年4月延長至石排灣，取代95線 |
| 601    | 秀茂坪（中）       | 金鐘（德立街）       | 過海隧道路線     | 新巴 | 2002年延長至寶達 |
| 606    | 小西灣             | 彩雲（豐盛街）       | 過海隧道路線     | 城巴 | 2002年延長為小西灣（藍灣半島）↔彩雲（豐盛街） |
| 619    | 中環（港澳碼頭）   | 順利                 | 過海隧道路線     | 城巴 | |
| 641    | 中環（港澳碼頭）   | 啟業                 | 過海隧道路線     | 新巴 | 2015年延長至啟德（啟晴邨） |
| 680    | 中環（港澳碼頭）   | 利安                 | 過海隧道路線     | 新巴 | 2005年縮短至金鐘（東） |
| 690    | 中環（港澳碼頭）   | 康盛花園             | 過海隧道路線     | 城巴 | 2002年縮短至中環交易廣場；2021年5月加停將軍澳隧道巴士轉乘站，並與九巴／新巴大部分路線提供八達通免費／補差額轉乘 |
| 690P   | 坑口（北）         | 中環（港澳碼頭）     | 過海隧道路線     | 改為編號691 | 城巴及九巴於2000年重用此編號區別690線經東區走廊特快班次。 |
| 691    | 中環（港澳碼頭）   | 坑口（北）           | 過海隧道路線     | 新巴 | 2003年改為692並改經尚德；2013年11月取消，由690和九巴296M/新巴798線八達通轉乘優惠取代 |
| N691   | 中環（港澳碼頭）   | 坑口（北）           | 通宵過海隧道路線 | 新巴 | 2006年延長至調景嶺 |
| 720    | 筲箕灣             | 中環（機利文街）     | 東區走廊路線     | 新巴 | 1999年擴展至全日服務，早上繁忙時間以外繞經太古城及部分時段分拆為720/720A（720A線於2022年9月只保留星期一至五早上時段往金鐘服務，其餘時間由720線取代） |
| 721    | 太古城             | 中環（交易廣場）     | 東區走廊快線     | 路線取消 | 新巴以720特別班次取代本線；2002年720特別班次以720P區別。 |
| 722    | 鰂魚涌             | 中環（交易廣場）     | 東區走廊快線     | 新巴 | 2001年與M21線合併為M722並延長至耀東邨；2010年11月改回編號722及改為循環線，但不經香港站 |
| 780    | 小西灣             | 中環（永和街）       | 東區走廊快線     | 城巴 | 2004年5月31日起屹點改為柴灣（東）-中環渡輪碼頭 |
| 781    | 興華邨             | 中環（德忌利士街）   | 東區走廊快線     | 新巴 | 2004年取消，由城巴開辦780P和增設新巴81線及城巴780線的八達通轉乘優惠取代。 |
| 788    | 小西灣             | 中環（永和街）       | 東區走廊快線     | 城巴 | 1998年延長至中環（港澳碼頭）；1999年7月平日分拆為788/789，其後於2004年5月分拆擴展至全日。 |
| 802    | 沙田馬場           | 小西灣               | 馬場路線         | 新巴 | 2008年改經獅子山隧道和紅磡海底隧道；2018年9月新馬季取消 |
| 802    | 沙田馬場           | 小西灣               | 馬場路線         | 新巴 | 2008年改經獅子山隧道和紅磡海底隧道；2018年9月新馬季取消 |
| 811    | 沙田馬場           | 中環（港澳碼頭）     | 馬場路線         | 新巴 | 1998年延長至堅尼地城；2008年改經獅子山隧道和紅磡海底隧道；2018年9月新馬季起取消 |
| 881    | 沙田馬場           | 堅尼地城             | 馬場路線         | 專營權結束前自行取消 | 1985年取消該路線 |
| 882    | 沙田馬場           | 柴灣                 | 馬場路線         | 專營權結束前自行取消 | 1985年取消該路線 |
| 884    | 沙田馬場           | 香港仔               | 馬場路線         | 專營權結束前自行取消 | 1985年取消該路線 |
| 904    | 堅尼地城           | 荔枝角               | 過海隧道路線     | 新巴 | 2022年9月4日起縮短服務時間 |
| 905    | 灣仔碼頭           | 荔枝角               | 過海隧道路線     | 新巴 | 2015年5月因港鐵沙中線工程，總站遷往灣仔北，往灣仔方向改經政府總部及會展，並於2022年5月14日起，總站遷往會展站 |
| 905P   | 堅尼地城           | 荔枝角               | 過海隧道路線     | 改為編號904 | |
| 948    | 長安               | 天后地鐵站           | 過海隧道路線     | 新巴 | 2016年擴展至每日大部份時段服務 |
| 970    | 香港仔             | 蘇屋                 | 過海隧道路線     | 新巴 | 2004年分拆為970/970X兩線；970X線於2020年10月起延長至長沙灣（甘泉街） |
| A20    | 中環（交易廣場）   | 啟德機場             | 機場巴士路線     | 因機場搬遷而取消；城巴於2017年重用此編號開辦另一路線，由紅磡站至赤鱲角機場（經尖沙咀、旺角、美孚），該路線在2019年改經何文田、大角咀、長沙灣道。 | |
| N2     | 筲箕灣             | 中環（港澳碼頭）     | 通宵特別路線     | 取消 | |
| N4     | 華富（南）         | 中環（渡輪碼頭）     | 通宵特別路線     | 路線取消 | |
| N8     | 小西灣             | 灣仔碼頭             | 通宵路線         | 新巴 | 柴灣總站改為杏花邨總站（新巴柴灣車廠對面） |
| N9     | 筲箕灣             | 石澳                 | 通宵特別路線     | 取消 | |
| N14    | 西灣河碼頭         | 赤柱村               | 通宵特別路線     | 新巴 | |
| N15    | 中環（交易廣場）   | 山頂                 | 通宵特別路線     | 取消 | |
| N23    | 北角碼頭           | 蒲飛路               | 通宵特別路線     | 新巴 | 2004年路線編號改為23S，以免與城巴N23線造成混淆。 |
| N38    | 置富花園           | 北角碼頭             | 通宵特別路線     | 新巴 | 2014年由38S線取代。 |
| N111   | 彩虹               | 維園花市             | 通宵特別路線     | 新巴 | 2001年1月24日迄今最後一次提供服務，但路線表令仍有此路線；2008年取消。 |
| N112   | 太子地鐵站         | 維園花市             | 通宵特別路線     | 新巴 | 2012年1月23日迄今最後一次提供服務，但路線表令仍有此路線。 |
| N590   | 海怡半島           | 中環（交易廣場）     | 通宵特別路線     | 新巴 | 2004年更改編號為590S；2016年12月25日為590S線迄今最後一次提供服務，但路線表令仍有此路線。 |
| N595   | 海怡半島           | 香港仔               | 通宵特別路線     | 新巴 | 2003年2月1日迄今最後一次提供服務，但路線表令仍有此路線。 |
| N680   | 中環（港澳碼頭）   | 錦英苑               | 通宵路線         | 新巴 | |
| N970   | 香港仔             | 蘇屋                 | 通宵特別路線     | 新巴 | 2009年10月4日迄今最後一次提供服務，但路線表令仍有此路線。 |

註：中巴專營權結束後由新巴接辦的路線，除19線於2013年3月改由城巴接辦外，其餘路線於2023年7月1日起再改由城巴接辦

### 馬場路線
中巴於1960年代已經有馬場線，計有
中環天星碼頭至快活谷馬場
中環（遮打道）至快活谷馬場
灣仔碼頭至快活谷馬場
到1980年2月，配合香港地鐵修正早期系統全線通車，中巴開辦一條來往快活谷馬場的接駁路線
- 1M 快活谷馬場往返金鐘地鐵站

在1978年，中巴曾與九巴聯營以下由沙田馬場開出的路線。
- 881 沙田馬場至堅尼地城
- 882 沙田馬場至柴灣
- 884 沙田馬場至香港仔（經半山區、薄扶林）

到1981年，中巴亦與九巴聯營以下由快活谷馬場往九龍的馬場路線
- 101R 快活谷馬場至觀塘
- 102R 快活谷馬場至荔枝角（橋底）（即現時美孚）

1985年，881/882/884路線結束服務，而在1991年，中巴和九巴重新開辦兩條沙田馬場過海路線，專營權結束後由九巴和新巴聯營，但均於2018年結束服務。
- 802 沙田馬場至筲箕灣（後來延長至小西灣）
- 811 沙田馬場至中環港澳碼頭（後來延長至堅尼地城）

### 機場路線
中巴只有1條機場巴士路線，A字開頭：A20 啟德機場—中環（交易廣場）
隨着啟德機場停止運作，路線A20亦被取消。再加上中巴未有參與競投新一批往來香港國際機場和港九新界的機場巴士路線，所以，從始到終中巴只有1條機場巴士路線。

### 路線數字
中巴路線編號總括可歸納為以下分類：
一位和兩位數字
- 1—29：根據路線開辦的先後次序來用（如1951年開10號，1954年開11號，1955年開12號），如中間有路線號碼取消要懸空時，新開的路線會用回懸空號碼（重用多次號碼如：17、18）
- 3X：南區路線（置富花園、薄扶林），計有37、38、38A
- 4,4X：南區路線（華富邨、華貴邨、鋼線灣），如40、41、42
- 5,5X：西區路線（摩星嶺、大口環），曾有56、57。1990年代十位數為5的路線，只見於墳場路線357號
- 6,6X：南區路線（赤柱、淺水灣），如61、63、65
- 7,7X：南區路線（香港仔），如70、71、72
- 8,8X：東區路線（柴灣），如80、81、82
- 9X：南區路線（鴨脷洲），如90、91、92

三位數字
- 1XX：過海路線（使用紅磡海底隧道），如101、102等
- 2XX：郊區豪華路線，計有260、261、262
- 3XX：假日路線或特別路線（如泳季路線309、374、399；墳場路線347、357、388、389；維多利亞公園年宵市場路線304、308、392）。另外，1990年代中巴亦提供300、301、302、303、305、307、312、336、337、348繁忙時間過海路線，疏導地鐵和其他路線的乘客。
- 5XX：全空調服務路線，如504、590等
- 6XX：過海路線（使用東區海底隧道），如601、619等
- 7XX：東區走廊特快路線，如720、722、780等
- 8XX：沙田馬場路線，計有802、811
- 9XX：過海路線（使用西區海底隧道），如905、970等

英文字母（後綴）
- A、B、C：某一條路線衍生出來，但終點站有所不同的路線。如：5A、5B和5C是由5號衍生出來的路線
- M：以地鐵車站為總站的地鐵接駁路線，如：12M、84M
- P：繁忙時間路線，見於與九巴合營的過海路線，計有115P、690P（第一代，即後來691）、905P（即今904）
- R：兩條與九巴合營的快活谷馬場路線，即101R、102R
- S：兩條與九巴合營的維多利亞公園年宵市場路線，即111S、112S（1997年改稱N111、N112）
- X：臨時特別路線，如14X、47X和95X。後也用於特快路線中，如10X、43X和94X

英文字母（前綴）
- A：機場巴士：A20
- N：通宵巴士：N8、N121、N122、N680、N691；1997年起的節日通宵特別線

## 非專利路線
隨着中巴作為其中一個發展商的地產項目北角港運城在1998年落成後，中巴營運其唯一非專利巴士路線，來往港運城和北角政府合署，每天派車3部。然而中巴此非專利路線已於2015年7月1日起取消服務，象徵中巴完全結束所有巴士業務。

## 專利巴士車隊

### 車隊資料
| 型號                                 | 車隊編號                                | 總數 | 投入服務年份 | 至 | 退役年份 | 車身                                                                                              | 載客量                   | 引擎                                                                          | 波箱                                                   | 備註 | 其後車隊 | 其後車隊 |
| ------------------------------------ | --------------------------------------- | ---- | ------------ | -- | -------- | ------------------------------------------------------------------------------------------------- | ------------------------ | ----------------------------------------------------------------------------- | ------------------------------------------------------ | --- | -------- | -------- |
| 丹尼士Loline三型                     | LW1                                     | 1    | 1963         | -  | 1977     | Northern Counties                                                                                 | 84                       | Gardner 6LW                                                                   | Wilson                                                 | 此車為香港島首輛雙層巴士。 |          |          |
| 佳牌阿拉伯五型30呎雙層版             | LW2-LW111/T8-T16                        | 110  | 1963         | -  | 1967     | 金屬部件                                                                                          | 83                       | Gardner 6LW                                                                   | SCG 340半自動波箱                                      | 大部份改裝為LX，其餘改為訓練巴士(T8-T16)                                                                                           |          |          |
| 佳牌阿拉伯四型30呎雙層版             | LW112-LW122                             | 11   | 1971         | -  | 1978     | Northern Counties                                                                                 | 不詳                     | Gardner 6LW                                                                   | - Guy手動齒合式波箱 - Guy手動先選式波箱                | 中巴於1971至1972年間從英國購入，巴士原於1958年出廠。                                                                               |          |          |
| 佳牌阿拉伯五型30呎雙層版             | - LX1-LX128 - LX134-LX164 - LX201-LX350 | 159  | 1963         | -  | 1997     | - 金屬部件 - 黃洲 - MCW Orion - Northern Counties - 英國鋁材 - 黃洲二型 - 黃洲三型 - 亞歷山大CB型 | - 93 - 92 - 88 - 89 - 98 | Gardner 6LX                                                                   | SCG 340半自動波箱                                      | 大部分LX原來均為LW，亦有部分為二手巴士或單層長陣版，舊LX、單層長陣版或訓練巴士車隊中有150輛後來因重建車身而重新編為LX201-LX350。   |          |          |
| 佳牌阿拉伯五型28呎雙層版             | M1-M44                                  | 44   | 1967         | -  | 1991     | 金屬部件                                                                                          | 84                       | Gardner 6LX                                                                   | - Wilson - Daimler Daimatic半自動波箱                  | M43及M44裝上一個29呎長的雙門車身；M41退役後改裝為工程車輛。                                                                        |          |          |
| 佳牌亞拉伯四型                       | MW1-MW17                                | 17   | 1970         | -  | 1980     | Park Royal                                                                                        | 59                       | Gardner 6LW                                                                   | - Guy手動齒合式波箱 - Guy手動先選式波箱                | 中巴於1970至1972年間從英國購入，巴士原於1956年出廠。                                                                               |          |          |
| 丹拿／利蘭珍寶31呎                   | SF1-SF31                                | 31   | 1972         | -  | 1984     | - 金屬部件 - 亞歷山大CB型                                                                         | - 98 - 105               | - Gardner 6LX - Gardner 6LXB                                                  | - Daimler Daimatic Mk1半自動波箱 - SCG GB350半自動波箱 | SF1原編號為RLX1。 | 新巴     |          |
| 利蘭泰坦PD3/4型                      | PD1-PD78                                | 78   | 1972         | -  | 1986     | - Northern Counties - Burlingham                                                                  | - 69 - 88                | - Leyland O.600 - Gardner 6LX                                                 | - Leyland四前速手動齒合式波箱 - SCG半自動波箱          | 中巴於1972至1974年間從英國購入，巴士原於1957至1961年出廠；PD11及PD33於1983年被重建成半駕駛艙款式。                                 |          |          |
| 利蘭亞特蘭大PDR1/1型（矮車身版）     | PDR1-PDR10、PDR12／LA1-LA18             | 18   | 1972         | -  | 1977     | - Weymann - Roe                                                                                   | - 84 - 88                | Leyland O.600                                                                 | Leyland四前速風壓制動半自動波箱                        | 中巴於1972至1974年間從英國購入，巴士原於1959至1960年出廠；LA1-LA10及LA12原編號為PDR1-PDR10及PDR12。                                |          |          |
| 利蘭亞特蘭大PDR1/1型（高車身版）     | HA1-HA3                                 | 3    | 1973         | -  | 1977     | Roe                                                                                               | 93                       | Leyland O.600                                                                 | Leyland四前速風壓制動半自動波箱                        | 中巴於1972至1974年間從英國購入，巴士原於1959年出廠。                                                                               |          |          |
| 利蘭亞特蘭大PDR1/1型特別二型         | XA1-XA50                                | 50   | 1973         | -  | 1981     | Park Royal                                                                                        | 不詳                     | Leyland O.680                                                                 | SCG 350半自動波箱                                      | 中巴於1973年從倫敦運輸局購入，巴士原於1965至1966年出廠。                                                                           |          |          |
| 佳牌阿拉伯五型26呎雙層版             | S1-S49                                  | 49   | 1973         | -  | 1985     | 金屬部件（中巴自行改裝）                                                                          | 63                       | Gardner 6LX                                                                   | Daimler Daimatic半自動波箱                             | 中巴於1973至1974年間由單層巴士改裝為雙層，巴士原於1963至1968年出廠；部份退役後改裝為工程車輛。                                     |          |          |
| 佳牌阿拉伯五型26呎雙層版（矮車身版） | LS1-LS56/T18                            | 56   | 1973         | -  | 1991     | 金屬部件（中巴自行改裝）                                                                          | 78                       | Gardner 6LX                                                                   | Daimler Daimatic半自動波箱                             | 中巴於1973至1976年間由單層巴士改裝為雙層，巴士原於1963至1968年出廠；部份退役後改裝為工程車輛及訓練巴士。                           |          |          |
| 丹拿／利蘭珍寶33呎                   | LF1-LF305/T16                           | 305  | 1973         | -  | 1992     | - 金屬部件W型 - 亞歷山大CB型                                                                      | 121                      | Gardner 6LXB                                                                  | SCG GB350半自動波箱                                    | LF1、LF5、LF13、LF18、LF21、LF25-LF31、LF46、LF48、LF67及LF105重建為亞歷山大車身；LF10退役後改裝為訓練巴士。                       | 新巴     |          |
| 亞索利蘭泰坦ALPD1/1型                | APD1                                    | 1    | 1974         | -  | 1986     | Zion Coachworks                                                                                   | 不詳                     | - Leyland O.680 - Gardner 6LX                                                 | - Leyland半自動波箱 - SCG半自動波箱                    | 此車於1985年被重建成半駕駛艙款式，1986年撞毀退役。                                                                                 |          |          |
| 利蘭泰坦PD3/5型                      | PD501-PD528                             | 28   | 1975         | -  | 1988     | Northern Counties                                                                                 | 69                       | - Leyland O.600 - Leyland O.680 - Gardner 6LX                                 | - Leyland半自動波箱 - SCG半自動波箱                    | 中巴於1975年從英國購入，巴士原於1961至1962年出廠；部份於1984年被重建成半駕駛艙款式。                                               |          |          |
| 艾莎富豪B55                          | AV1-AV8                                 | 8    | 1975         | -  | 1991     | 亞歷山大AV型                                                                                      | 100                      | Volvo TD70E                                                                   | - SCG 350半自動波箱 - Voith DIWA851                    | AV8配有Voith DIWA851波箱；AV3-AV8於1978至1989年間焚毀退役。                                                                        |          |          |
| 都城嘉慕威曼－斯堪尼亞大都會型       | MS1-MS2                                 | 2    | 1975         | -  | 1989     | MCW                                                                                               | 不詳                     | Scania D11C06                                                                 | Scania                                                 | 由於零件短缺，MS1提早於1987年退役以提供零件予MS2。                                                                                 |          |          |
| 都城嘉慕威曼都城巴士9.7米            | MC1-MC12                                | 12   | 1978         | -  | 1997     | MCW阿波羅一型                                                                                     | 95                       | Gardner 6LXB                                                                  | Voith DIWA851                                          | MC1及MC8於1997至1998年間意外退役。                                                                                                 | 新巴     |          |
| 都城嘉慕威曼都城巴士11米             | MB1-MB40                                | 40   | 1978         | -  | 1996     | MCW阿波羅一型                                                                                     | 146                      | Gardner 6LXB                                                                  | Voith DIWA851                                          | 全球僅此一批兩軸版11米都城巴士；MB28於1996年撞毀退役。                                                                             | 新巴     |          |
| 丹尼士統治者10米                     | DD1                                     | 1    | 1979         | -  | 1997     | 東蘭開夏                                                                                          | 101                      | Gardner 6LXB                                                                  | Voith DIWA851                                          | |          |          |
| 利蘭勝利二型                         | LV1-LV167                               | 167  | 1979         | -  | 1992     | - 亞歷山大CB型 - 都普金屬                                                                         | 108                      | Gardner 6LXB                                                                  | Voith DIWA851                                          | LV7、LV10、LV35及LV57於1992至1998年間意外退役。                                                                                    | 新巴     |          |
| 利蘭泰坦B15                          | TC1                                     | 1    | 1980         | -  | 1995     | Park Royal                                                                                        | 73                       | Gardner 6LXB                                                                  | Leyland                                                | |          |          |
| 丹尼士喝采                           | DS1-DS30                                | 30   | 1980         | -  | 1993     | 亞歷山大CB型                                                                                      | 110                      | Gardner 6LXB                                                                  | Voith DIWA851                                          | DS14於1993年焚毀退役。 | 新巴     |          |
| 丹拿／利蘭珍寶30呎（倫敦版）         | - XF1-XF205 - XF206／FC1 - T19-T21      | 207  | 1980         | -  | 1998     | Park Royal                                                                                        | 94                       | Gardner 6LXB                                                                  | SCG 350半自動波箱                                      | 中巴於1980至1984年間從倫敦運輸局購入，巴士原於1971至1976年出廠；XF206於1988年改裝為豪華巴士FC1；XF154及XF192退役後改裝為訓練巴士。 |          |          |
| 都城嘉慕威曼都城巴士12米             | ML1-ML84                                | 84   | 1981         | -  | 1988     | MCW阿波羅二型                                                                                     | 168                      | Gardner 6LXCT                                                                 | Voith DIWA851                                          | 其中ML2為全港首輛裝有3扇車門的巴士。                                                                                               | 新巴     |          |
| 利蘭奧林比安10米／10.3米             | BR1-BR2                                 | 2    | 1981         | -  | 1997     | E.C.W.                                                                                            | - 99 - 101               | Gardner 6LXB                                                                  | Voith DIWA851                                          | |          |          |
| 丹尼士統治者9.5米                    | SD1-SD6                                 | 6    | 1982         | -  | 1997     | 亞歷山大RL型                                                                                      | 108                      | Gardner 6LXB                                                                  | Voith DIWA851                                          | |          |          |
| 丹尼士禿鷹12米                       | DL1-DL48                                | 48   | 1982         | -  | 1990     | - 都普金屬W型 - 亞歷山大RH型                                                                      | - 171 - 164 - 167        | Gardner 6LXCT                                                                 | Voith DIWA851                                          | | 新巴     |          |
| 艾莎富豪B5512米                      | AL1-AL2                                 | 2    | 1982         | -  | 1997     | 亞歷山大RV型                                                                                      | - 165 - 169              | Volvo TD70H                                                                   | Voith DIWA854                                          | 兩車退役後售予必達巴士。 |          |          |
| 丹尼士禿鷹11米                       | DM1-DM28                                | 28   | 1990         | -  | 1991     | 都普金屬W型                                                                                       | 142                      | Gardner 6LXCT                                                                 | Voith DIWA851.2                                        | | 新巴     | 城巴     |
| 丹尼士禿鷹11米空調版                 | DA1-DA92                                | 92   | 1990         | -  | 1997     | 都普金屬W型                                                                                       | - 126 - 121              | - Cummins LTA10 - Cummins L10-B252（歐盟一型） - Cummins M11-235E（歐盟二型） | - Voith DIWA 863 - Voith DIWA 863.3                    | | 新巴     |          |
| 利蘭奧林比安11米空調版               | LA1-LA25                                | 25   | 1991         | -  | 1992     | 亞歷山大RH型                                                                                      | 136                      | Cummins LT10                                                                  | ZF 4HP500                                              | | 新巴     |          |
| 利蘭奧林比安11米                     | LM1-LM10                                | 10   | 1993         | -  | 1993     | 亞歷山大RH型                                                                                      | 142                      | Cummins LT10                                                                  | ZF 4HP500                                              | | 新巴     |          |
| 富豪奧林比安11米空調版               | VA1-VA64                                | 64   | 1994         | -  | 1998     | 亞歷山大RH型                                                                                      | - 125 - 133 - 122        | - Cummins L10-B252（歐盟一型） - Volvo D10A-245（歐盟二型）                   | ZF 4HP500                                              | | 新巴     | 城巴     |
| 百福OB                               | ---                                     | 10   | 1946         | -  | 1957     | 梁錦記                                                                                            | - 29 - 30                | Bedford                                                                       | Bedford四前速非同步齒合式手動波箱                      | 中巴於戰後首款引入的車型。 |          |          |
| 福特1946型                           | ---                                     | 18   | 1947         | -  | 1955     | 梁錦記                                                                                            | 38                       | Ford G8T V8                                                                   | 不詳                                                   | |          |          |
| Tilling-Stevens Express K5LA4        | ---                                     | 56   | 1948         | -  | 1967     | 中巴                                                                                              | 40                       | Gardner 5LW                                                                   | David Brown 恆久嚙合式手動波箱                         | 俗稱「白水箱」。 |          |          |
| Tilling-Stevens Express K5LA7        | ---                                     | 52   | 1948         | -  | 1967     | 中巴                                                                                              | 51                       | Gardner 5LW                                                                   | David Brown 恆久嚙合式手動波箱                         | 俗稱「白水箱」；中巴保留其中一輛並重新登記車牌為HK104。                                                                            |          |          |
| 佳牌阿拉伯四型                       | ---                                     | 107  | 1954         | -  | 1976     | - 中巴 - 金屬部件 - Longwell Green                                                                | - 30 - 44 - 27 - 42      | Gardner 5LW                                                                   | Guy手動先選式波箱                                      | 其中兩輛為豪華觀光巴士。 |          |          |
| 佳牌阿拉伯UF型                       | 601-616                                 | 100  | 1954         | -  | 1977     | 金屬部件                                                                                          | 66                       | - Gardner 5HLW - Gardner 6HLW                                                 | Guy手動先選式波箱                                      | 俗稱「大雞」；中巴於1970至1973年間為其中16輛巴士進行改裝，並編為601-616。                                                          |          |          |
| 福特Trames                           | ---                                     | 8    | 1959         | -  | 1963     | 福特                                                                                              | - 12 - 9                 | 不詳                                                                          | 不詳                                                   | 特別引入以行走來往柴灣道及柴灣徙置區的8A線。                                                                                       |          |          |
| 摩利士（BMC）J2型                    | ---                                     | 3    | 1960         | -  | 1969     | 摩利士                                                                                            | 9                        | 不詳                                                                          | 不詳                                                   | 特別引入以行走來往太平山頂的17、18、20及24線。                                                                                     |          |          |
| 佳牌阿拉伯五型                       | 701-734                                 | 106  | 1963         | -  | 1974     | 金屬部件                                                                                          | 48                       | - Gardner 6LW - Gardner 6LX                                                   | - Guy半自動波箱 - Daimler Daimatic半自動波箱           | 俗稱「水翼船」；中巴於1969至1974年間將其中105部由單層巴士改裝為雙層；其餘一部改裝為工程車輛。                                      |          |          |
| 金馬2500型                           | ---                                     | 2    | 1964         | -  | 1969     | 金馬                                                                                              | 9                        | 不詳                                                                          | 不詳                                                   | 特別引入以行走來往太平山頂的20及24線。                                                                                             |          |          |
| 佳牌阿拉伯五型長陣版                 | ---                                     | 40   | 1965         | -  | 1975     | 金屬部件                                                                                          | - 79 - 90 - 82           | Gardner 6LX                                                                   | Daimler Daimatic半自動波箱                             | 俗稱「長龍」；政府規定只能用以行走來往柴灣徙置區的8、8A及8B線；中巴於1971至1975年間由單層巴士改裝為雙層。                          |          |          |
| 塞頓Pennine IV 236                   | SM1                                     | 1    | 1974         | -  | 1985     | Pennine                                                                                           | 25                       | Seddon Diesel                                                                 | Seddon                                                 | 特別引入以行走來往半山區的5C線；此車退役後售予雅高巴士。                                                                           |          |          |
| 利蘭亞比安維京EVK55CL                | AM1                                     | 1    | 1975         | -  | 1991     | 都普Dominant                                                                                      | 26                       | Leyland 401                                                                   | Albion五前速齒合波箱                                   | 特別引入以行走來往半山區的5C線；此車退役後售予必達巴士。                                                                           |          |          |
| 都城嘉慕威曼都城騎士                 | CM1-CM2                                 | 2    | 1988         | -  | 1995     | MCW                                                                                               | 33                       | Perkins 6L                                                                    | Allison AT545                                          | |          |          |
| 丹尼士飛鏢9.8米                      | DC1-DC20                                | 20   | 1991         | -  | 1992     | Carlyle C28                                                                                       | - 43 - 37                | Cummins 6BT                                                                   | Allison AT545                                          | | 新巴     | 城巴     |

## 非專利車隊
| 型號            | 車隊編號 | 總數 | 投入服務年份 | 至 | 退役年份 | 車身         | 載客量 | 引擎         | 波箱          | 備註                                                       | 原車隊 |
| --------------- | -------- | ---- | ------------ | -- | -------- | ------------ | ------ | ------------ | ------------- | ---------------------------------------------------------- | ------ |
| 丹尼士飛鏢9.8米 | CX1-CX8  | 8    | 1994         | -  | 2015     | Marshall C37 | 37     | Cummins 6BT  | Allison AT545 | CX1-CX3、CX8及CX4已分別於2007年、2010年及2013年退役。      |        |
| 富豪B6LE        | VC1      | 1    | 1998         | -  | 2015     | 捷聯         | 34     | Volvo D6A210 | ZF 4HP500     | 中巴於2001年從城巴購入，亦是中巴首輛及唯一一輛低地台巴士。 | 城巴   |

## 重大意外
- 1977年12月29日，一輛由北角開往華富邨的41號線佳牌阿拉伯五型雙層巴士（車牌號碼AD4566，車隊編號S41），於英皇道轉入炮台山道時，一名被前面的士撞倒的75歲老婦被捲入巴士車底，並被夾甩頭部慘死，無頭屍體被拖行近三公里。[13]
- 1979年7月22日，一輛在北角碼頭準備開出的利蘭珍寶（車隊編號LF180）突然失控撞向候車人龍，造成5死46傷。（相關報導）
- 1983年1月20日：上午十一時半，一輛行駛23A號線的佳牌阿拉伯五型雙層巴士（車隊編號LS25）在勵德邨巴士總站溜後掉頭時，從後衝落數十米山坡，直墮進蓮花宮東街的一處已平整地盤並向右翻側，司機受傷被困駕駛室。由於底盤及龍骨爆裂，且年事已高（1960年代設計，1974年改裝為雙層巴士），意外後直接報廢。由於當時總站位置是只供巴士掉頭的死胡同，當局唯恐重蹈覆徹，1989年擴建為符合政府標準（容許12米雙層巴士運作）的巴士總站。
- 1984年1月28日，一輛行駛1號線的佳牌阿拉伯五型雙層巴士（車隊編號LX326）在跑馬地黃泥涌道失事衝上行人路，撞到14個在附近小學等候領取入學報名表的途人，造成6死8傷。（相關報導（页面存档备份，存于））
- 1990年3月17日，一輛行走94號線的利蘭勝利二型（車隊編號LV21），於駛至鴨脷洲大橋往香港仔方向出口撞向石壆後翻側，18人受傷。
- 1992年9月12日，一輛行走旭龢道往中環天星碼頭的13號線都城嘉慕威曼都城巴士雙層巴士（車隊編號MC4），在半山衛城道近堅道交界落斜時制動系統失靈，撞向堅道一座大廈的外牆，一名橫過馬路的巴基斯坦籍男途人被夾在巴士和大廈外牆之間而身亡。
- 1992年11月4日上午，一輛行駛小西灣至北角碼頭的85號線倫敦珍寶（車隊編號XF46），於柴灣道近東區走廊入口向右翻側，車長死亡，另31名乘客受傷。（相關新聞報導 （页面存档备份，存于））由於肇事車輛翻側時前半截龍骨從上而下被破開，將整個駕駛室連帶底盤、樓梯及油缸完全壓毀，加上年事已高（1973年出廠，1980年購入，案發時車齡逾18年），事後直接报废。
- 1994年1月3日凌晨，一輛回廠途中的丹尼士禿鷹12米巴士（車隊編號DL21），在東區走廊近柴灣科技學院對開往杏花邨出口的彎位失控翻側，車長被壓死。（相關新聞報導）
- 1994年12月13日上午，一輛行走蘇屋往北角112線的利蘭珍寶（車隊編號LF213），在深水埗元州街及欽州街交界被一輛行走九龍城碼頭至美孚的九巴6C線丹尼士巨龍12米（3N106）撞向車尾，後被推上安全島。九巴車長被拋出車外後再被無人駕駛的3N106輾過當場死亡，另一名九巴乘客於意外後13日亦告不治，另有12人受傷。（相關新聞片段）
- 1995年3月1日晚上, 中巴20路線巴士（XF92/CU6971）於鴻興道天橋撞欄，2人受傷。
- 1996年3月3日深夜，一輛行駛慈雲山至鰂魚涌的116號線丹尼士禿鷹12米巴士（車隊編號DL13），於灣仔堅拿道天橋近伊利莎伯大廈對開與一輛九巴利蘭奧林匹克12米（3BL82）迎頭相撞，35人受傷。
- 1998年2月28日早上約10時，一輛66號線中巴利蘭勝利二型巴士（車隊編號LV35）沿舂磡角橫角道往馬坑邨方向行駛，到馬坑邨對開與一輛16座專線小巴迎頭相撞。另在下午約2時30分，一輛行走2A線的丹尼士禿鷹12米巴士（車隊編號DL38）和客貨車在灣仔軒尼詩道或銅鑼灣方向相撞，巴士右邊車頭撞花，無人受傷。（相關新聞片段（页面存档备份，存于））
- 1998年3月20日凌晨，一輛行駛港澳碼頭至坑口北的N691號線丹尼士禿鷹11米巴士（車隊編號DA63），於鯉魚門道近觀塘警署撞向石壆後翻側，5名乘客受傷。
- 1998年3月31日下午，一輛行駛港澳碼頭至坑口北的691號線富豪奧林比安巴士（車隊編號VA60），於鯉魚門道撞向田螺車，27人受傷。（相關新聞片段（页面存档备份，存于））
- 1998年7月3日，一輛行駛A20號線的富豪奧林比安巴士（車隊編號VA63），因錯誤轉入樓高只有3米的啟德機場客運大樓下層，上層車頂被削去，無人受傷。（相關新聞報導）

## 外部連結
- 中華巴士年報（页面存档备份，存于）
- 逸濤灣